# Liste profanierter Kirchen im Bistum Magdeburg

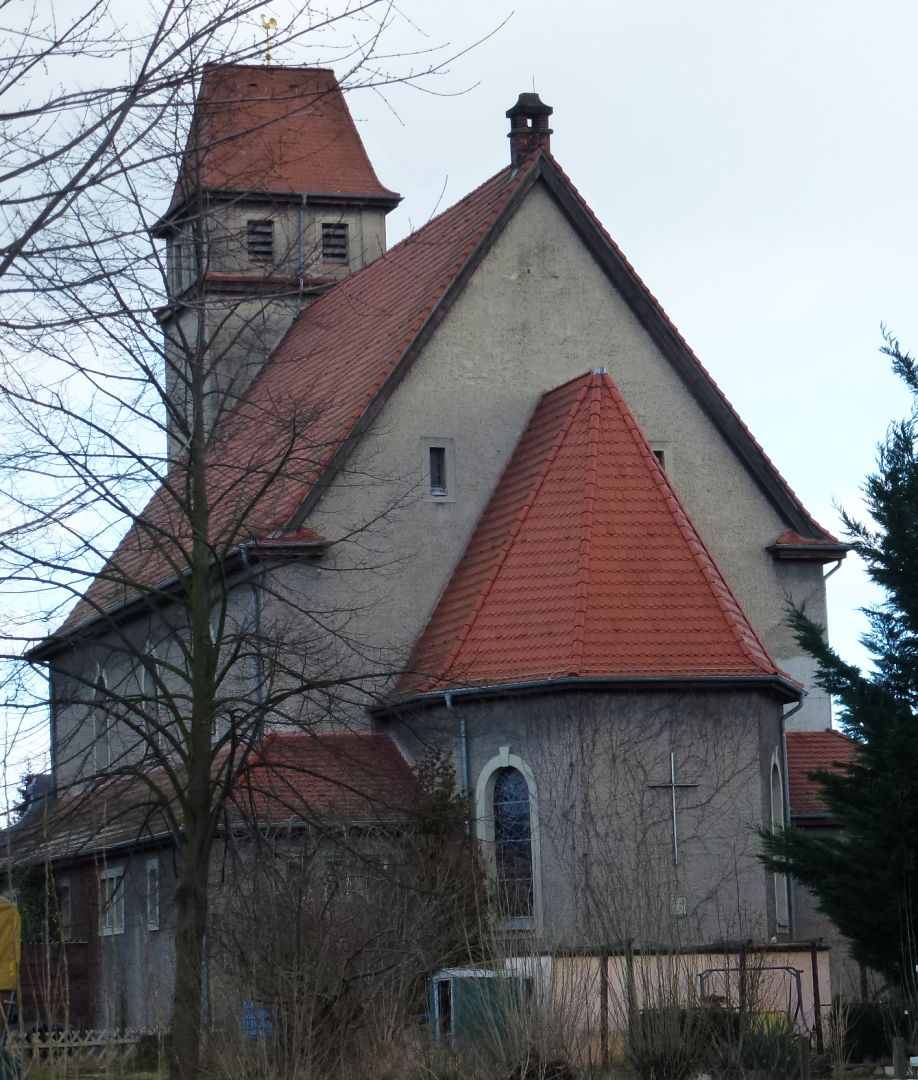
Heilig-Geist-Kirche in Greppin

Die Liste profanierter Kirchen im Bistum Magdeburg führt, geordnet nach den bis zum 31. August 2023 bestehenden Dekanaten, Kirchen und Kapellen auf, die im Bistum Magdeburg und im vormaligen Erzbischöflichen Kommissariat Magdeburg profaniert wurden. Sie wurden oder werden verkauft, umgewidmet, umgebaut oder abgerissen.

## Prolog
Ökonomische Zwänge durch Rückgang der Kirchensteuereinnahmen sowie Priestermangel und Rückgang der Zahl praktizierender Katholiken im Bistum Magdeburg führen dazu, dass einerseits Gemeinden zu größeren Pfarreien zusammengeführt werden, andererseits aber auch Kirchen geschlossen werden. Teilweise werden dann Räumlichkeiten der evangelischen Kirche mitgenutzt.
Aber auch in den Jahren vor der Gründung des Bistums Magdeburg nahm die Zahl der Gläubigen und der Priester schon ab, die Gläubigen wurden mobiler, und der Bauunterhalt wurde in der DDR schwieriger, so dass auch damals schon einzelne kleinere Gotteshäuser aufgegeben wurden.

## Dekanat Dessau

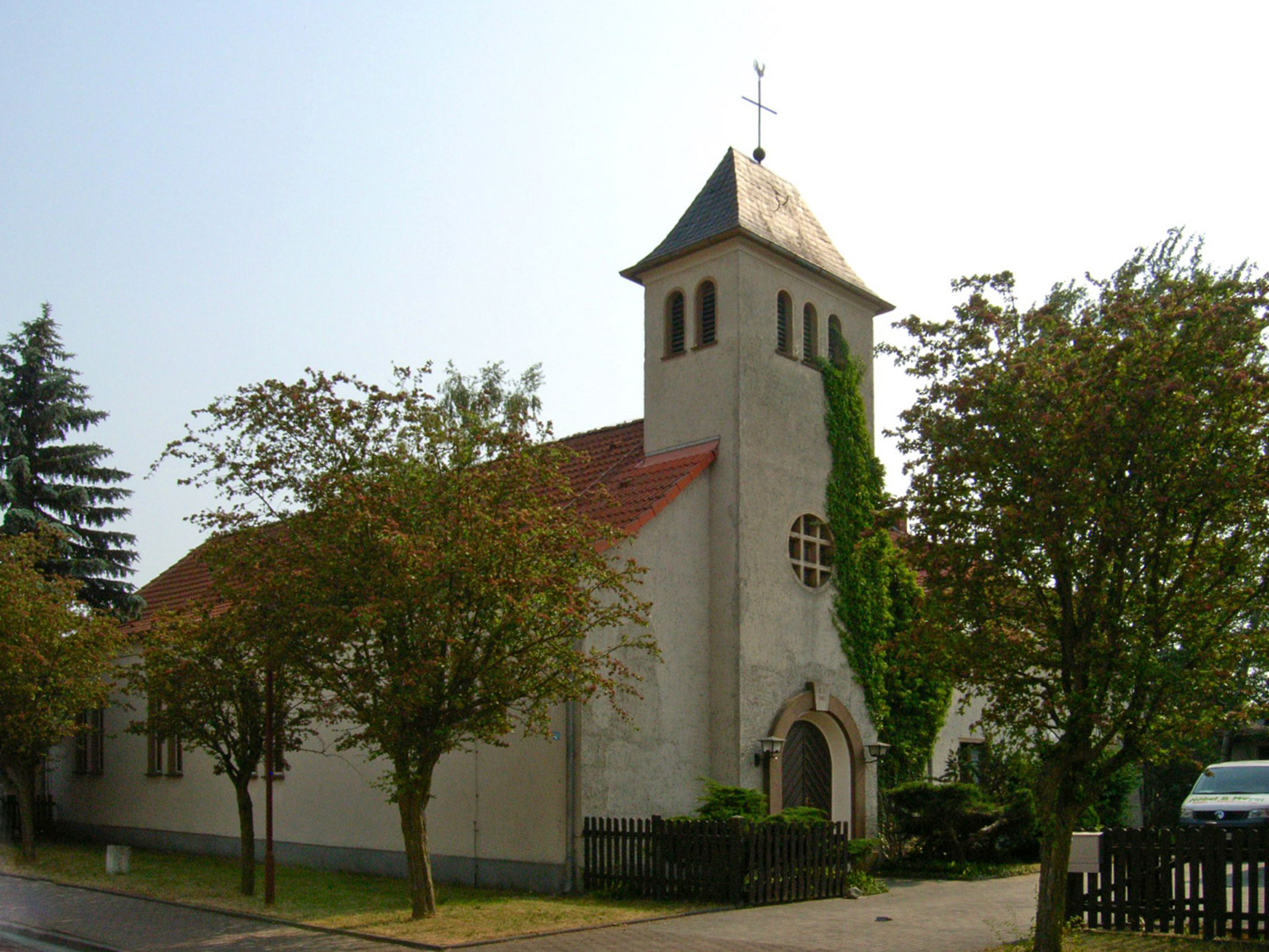
Mariä-Himmelfahrt-Kirche in Hundeluft (2008)

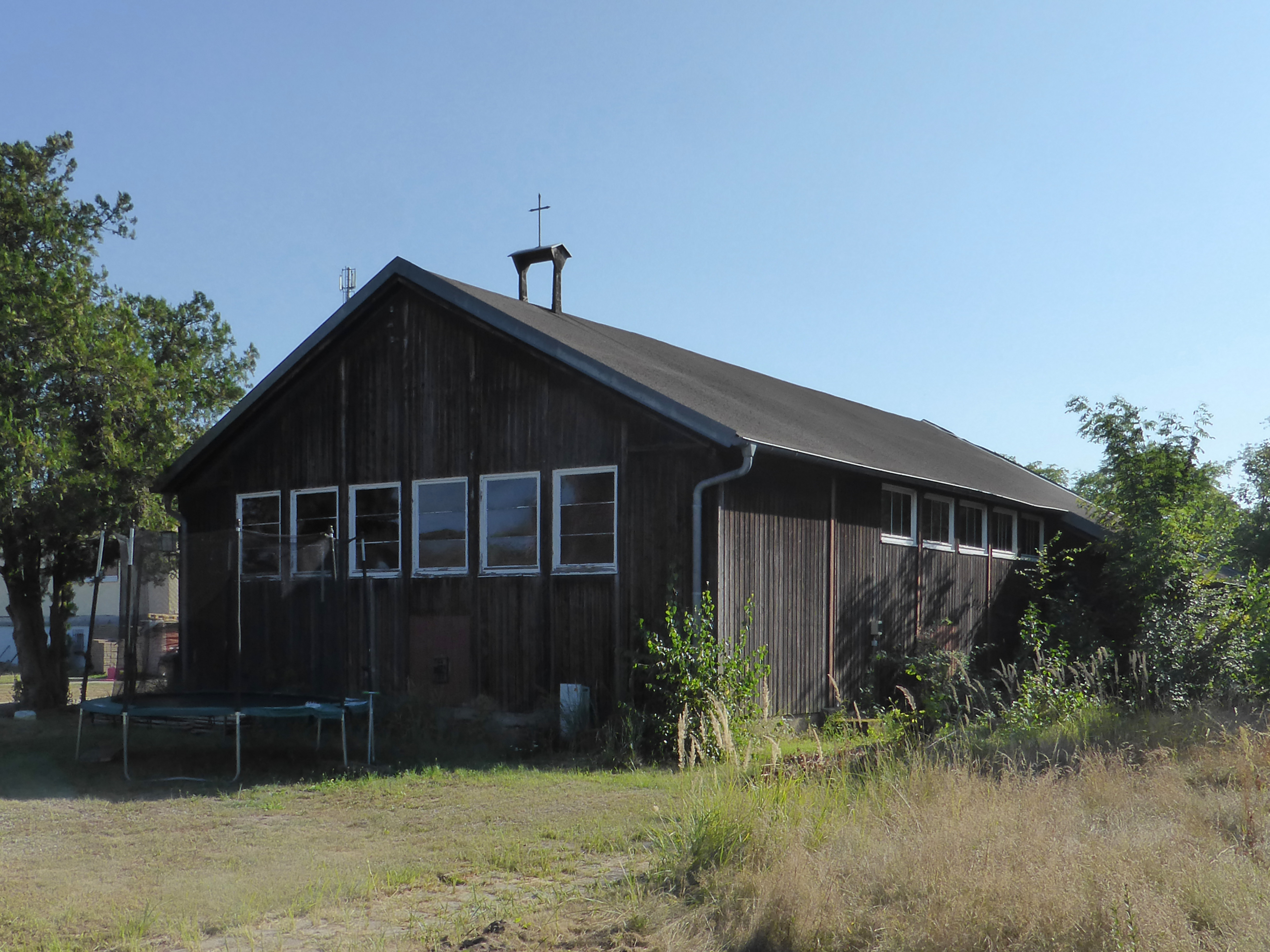
Ehemalige Maria-Regina-Kirche in Quellendorf (2024)

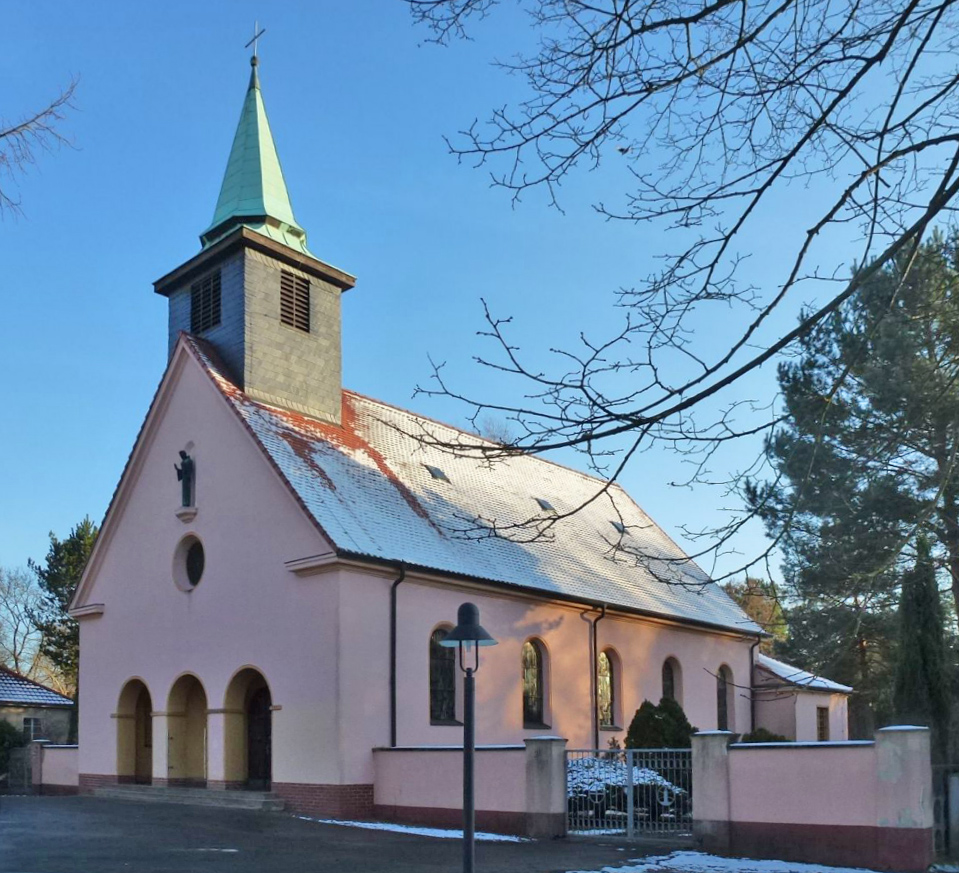
St.-Antonius-von-Padua-Kirche in Zschornewitz (2015)

- Annaburg, St. Joseph: Die am 20. Dezember 1959 geweihte Kirche wurde per Dekret vom 24. April 2024 mit letzter Messe am 1. Mai 2024 profaniert.
- Brehna, St. Michael: 1956 wurde in einem gemieteten Raum in der Karl-Marx-Straße eine Kapelle eingeweiht, die bereits das Patrozinium des Erzengels Michael trug. Diese wurde durch eine Barackenkapelle in der Straße der DSF ersetzt, die am 24. März 1974 eingeweiht wurde. Nachdem diese Kapelle Baumängel aufwies, wurde sie durch ein auf dem Grundstück Badstraße 4 neuerbautes Gemeindehaus mit einer Kapelle ersetzt,[1] die am 29. September 2003 geweiht wurde. Per Dekret vom 22. November 2023 wurde die Kapelle profaniert, der letzte Gottesdienst fand am 30. November 2023 statt.[2]
- Elster (Elbe), Heilige Familie: 1960 wurde eine erste Kapelle eingeweiht, die in einem Nebengebäude einer ehemaligen Molkerei eingerichtet worden war. 1989 erfolgte auf einem Gartengrundstück an der Molkereistraße die Grundsteinlegung für eine neue Kapelle. Bis 2012 fanden in der Kapelle noch regelmäßige Gottesdienste statt,[3] um 2016 wurde die Kapelle aufgegeben.
- Eutzsch, Kapelle: Pfingsten 1957 wurde in der Dorfstraße eine katholische Kapelle eingeweiht, die im Saal eines Gasthauses eingerichtet worden war. Bis Weihnachten 1999 fanden dort die Gottesdienste statt, dann wurde der Raum wieder profanem Gebrauch zugeführt.
- Greppin, Heilig Geist: Die 1917 geweihte Kirche wurde im letzten Gottesdienst am 5. Juni 2017 profaniert.
- Gröbzig, St. Michael, 24. Dezember 1967 geweiht, 1. April 2000 Pfarrvikarie aufgelöst und in die Pfarrei Görzig eingegliedert[4], Kapelle aufgegeben[5]
- Güterglück, Kapelle: Die 1948 gegründete Kuratie nutzte zunächst die evangelische St.-Benedikt-Kirche, am 9. September 1962 folgte die Benediktion einer katholischen Kapelle. 1980 oder 1995 wurde die Kuratie wieder aufgelöst, und zu dieser Zeit vermutlich auch die auf dem Grundstück Bahnhofstraße 65 befindliche Kapelle wieder aufgegeben.
- Holzdorf, St. Mariä Himmelfahrt: Nachdem die 1950/51 durch Umbau einer Scheune eingerichtete Kapelle zu klein geworden war, wurde 1954/55 an der Großkorgaer Straße die Kirche erbaut. Am 21. Dezember 1955 wurde sie geweiht, 2004 wieder abgerissen.[6]
- Hundeluft, Mariä Himmelfahrt: 1951 wurde eine Scheune zu einer Kirche umgebaut, die am 3. Oktober 1952 konsekriert wurde. Per Dekret vom 26. Juni 2024 wurde die Profanierung der Kirche angeordnet, die am 19. Oktober 2024 erfolgte. Das Kirchengebäude soll verkauft werden.
- Jeßnitz (Anhalt), St. Norbert: Die am 1. November 1955 geweihte Kirche wurde am 5. Juni 2003 profaniert, nach dem Verkauf wird das Kirchengebäude für Veranstaltungen genutzt.
- Muldenstein, Auferstehung Christi: 1962 wurde ein Wochenendhaus als Wohnhaus für den Seelsorger von Muldenstein errichtet, in dessen Keller eine Kapelle eingerichtet wurde, die am 24. Dezember 1963 ihre Benediktion erhielt. Am 28. Februar 2007 fand die Profanierung der Kapelle statt, sie befand sich auf dem Grundstück Roßdorfer Straße 30 und befindet sich heute in Privatbesitz.
- Preußlitz, Allerheiligste Dreifaltigkeit, 26. April 1950 geweiht, aufgegeben
- Quellendorf, Maria Regina: Die am 13. November 1955 geweihte Kirche, die teilweise auch als Kapelle bezeichnet wurde, stand auf dem Grundstück Siedlung 22. Nach dem Weggang ihres letzten Kuratus entwickelte sie sich zu einem Zentrum der Schönstattbewegung in der DDR. Per Dekret vom 23. Februar 2017 wurde sie profaniert, die letzte Heilige Messe fand am 16. April 2017 statt.[7]
- Straach, St. Hedwig: Zunächst wurde 1950 in einem Raum der Wohnung des Kuratus eine Kapelle eingerichtet, in der am 17. Dezember 1950 die erste Heilige Messe stattfand. Eine größere, am 15. November 1959 benedizierte Kapelle bestand in einer angemieteten Scheune an der Berkauer Straße.[8]
- Thalheim, Kapelle, vor 1951 errichtet, aufgegeben
- Zschornewitz, St. Antonius von Padua: In der am 3. November 1929 geweihten Kirche fand am 13. Juni 2015 der letzte Gottesdienst statt, die Kirche wurde zum Verkauf angeboten.

## Dekanat Egeln

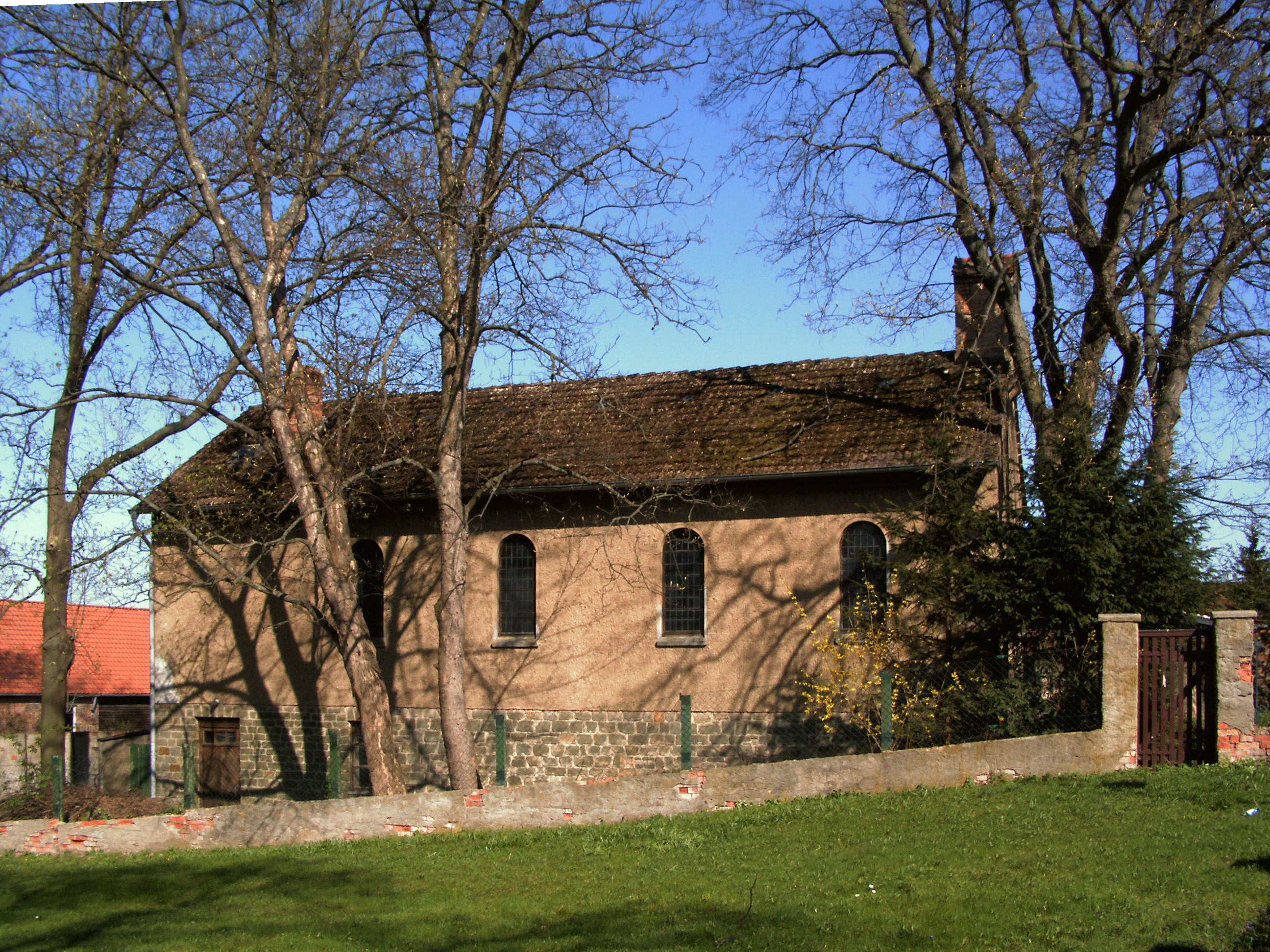
St.-Josef-Kirche in Barneberg (2010)

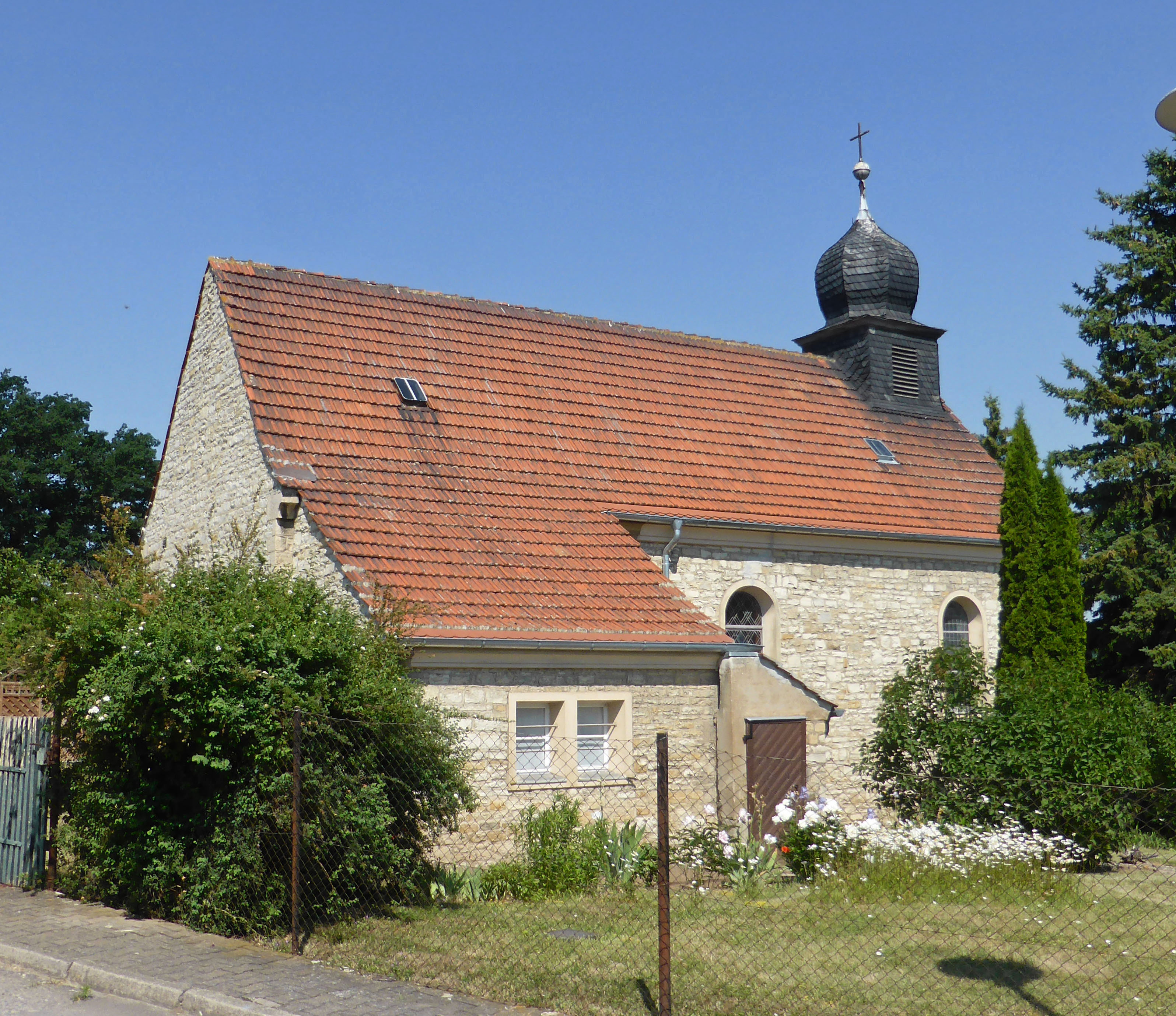
Ehemalige Christkönig-Kirche in Cochstedt (2021)

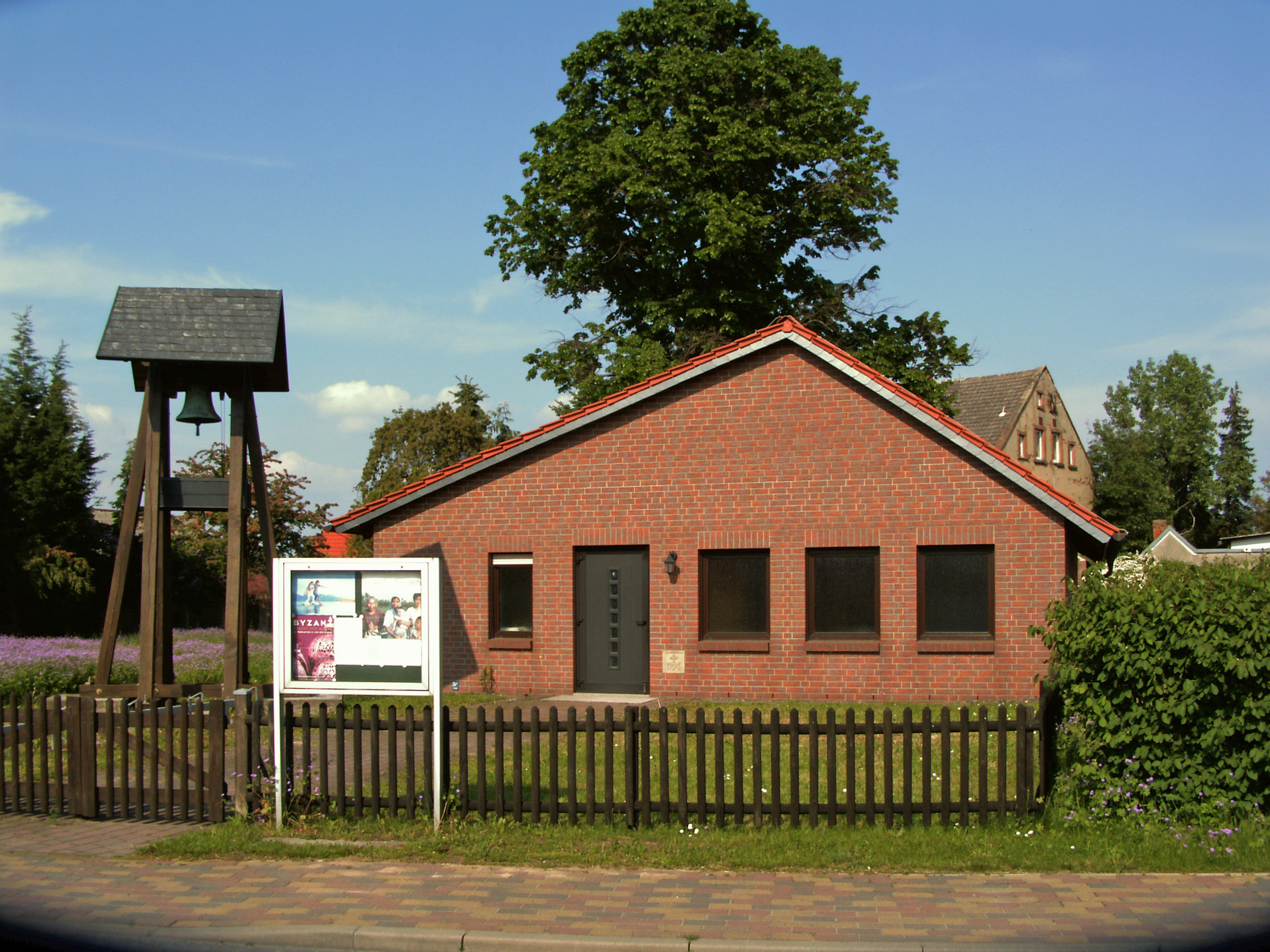
Gemeindehaus mit Kapelle Maria Königin in Erxleben (2010)

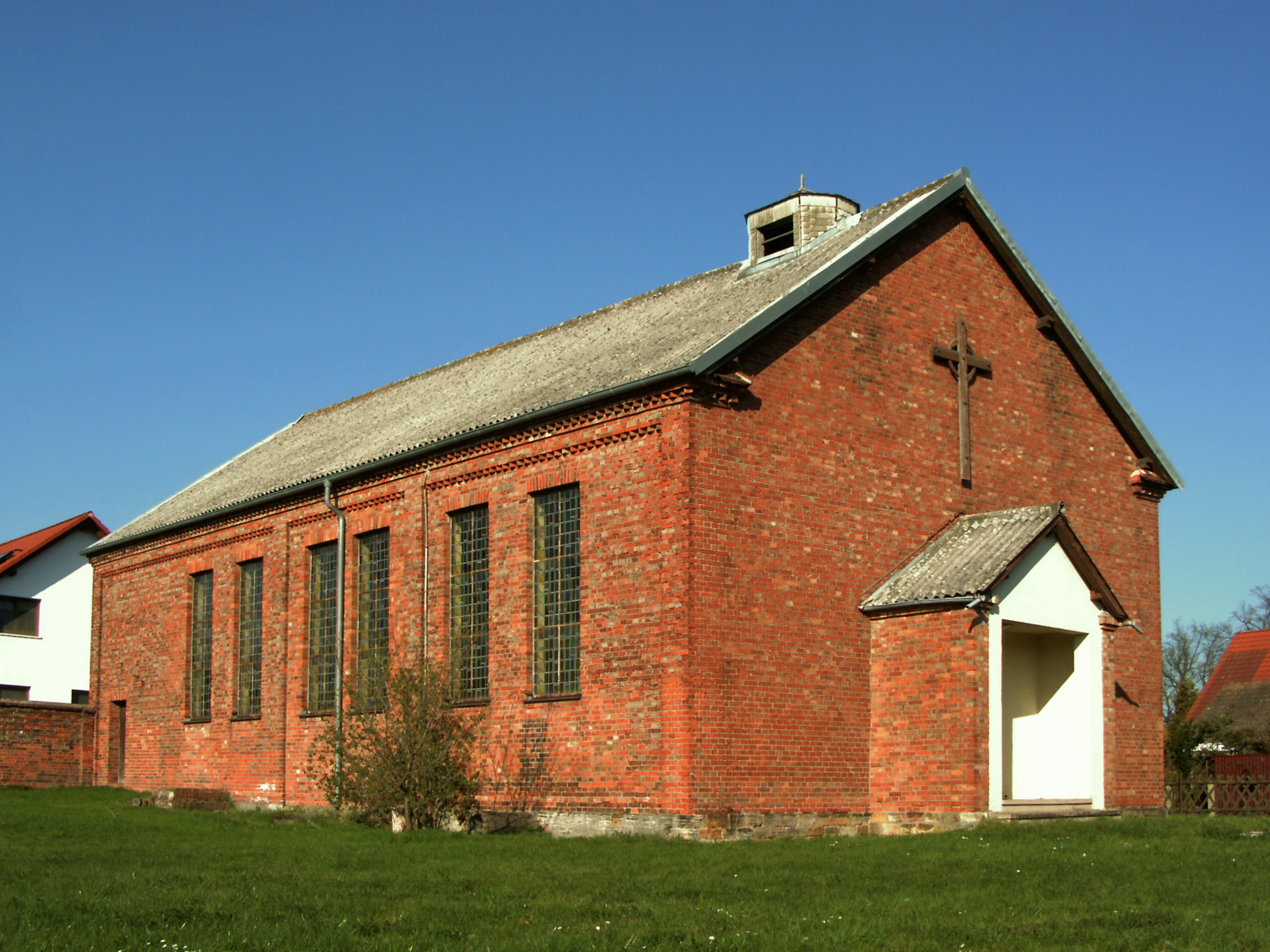
Heilig-Kreuz-Kirche in Hornhausen (2010)

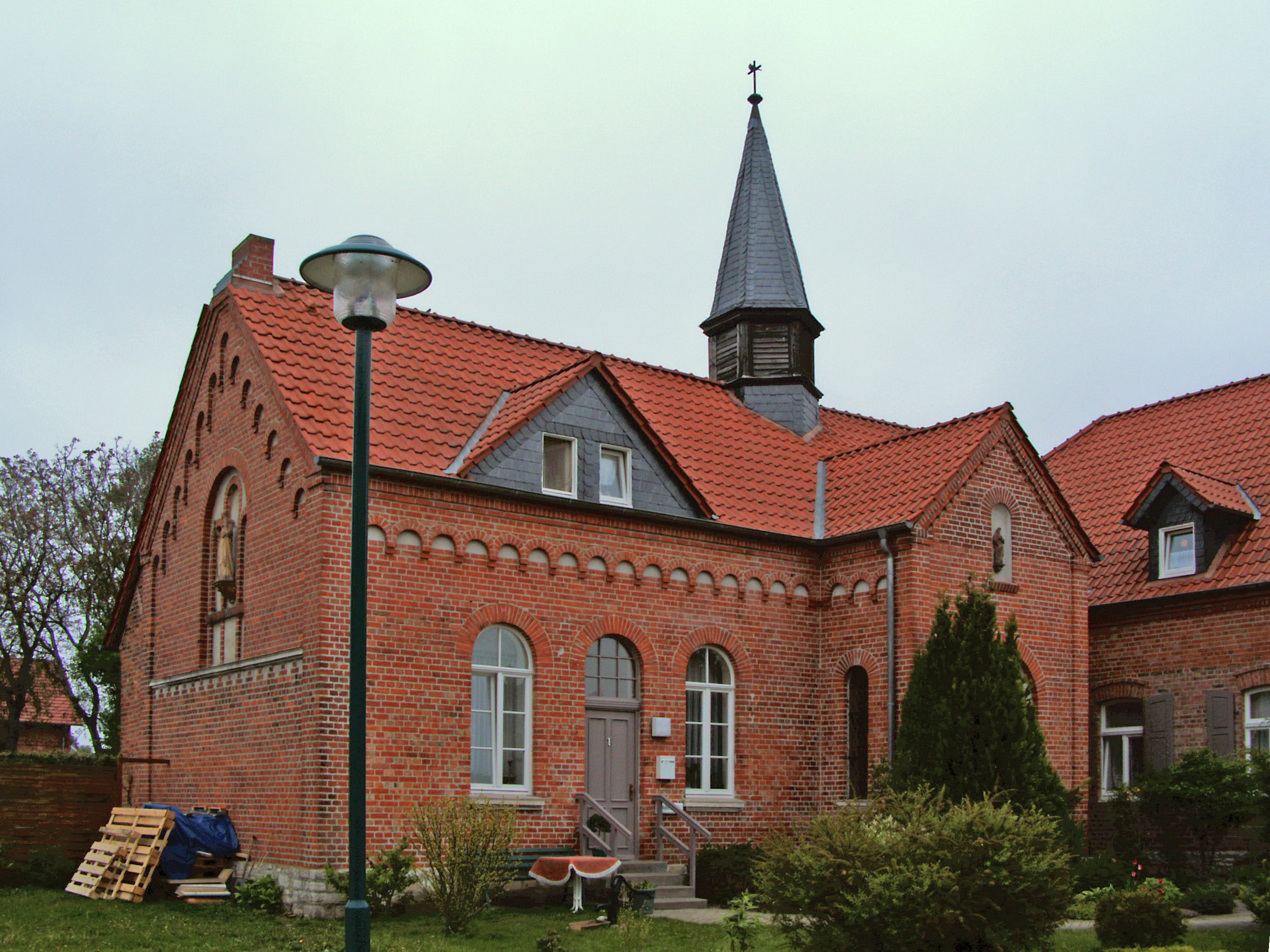
Ehemalige St.-Bernward-Kirche in Neuwegersleben (2010)

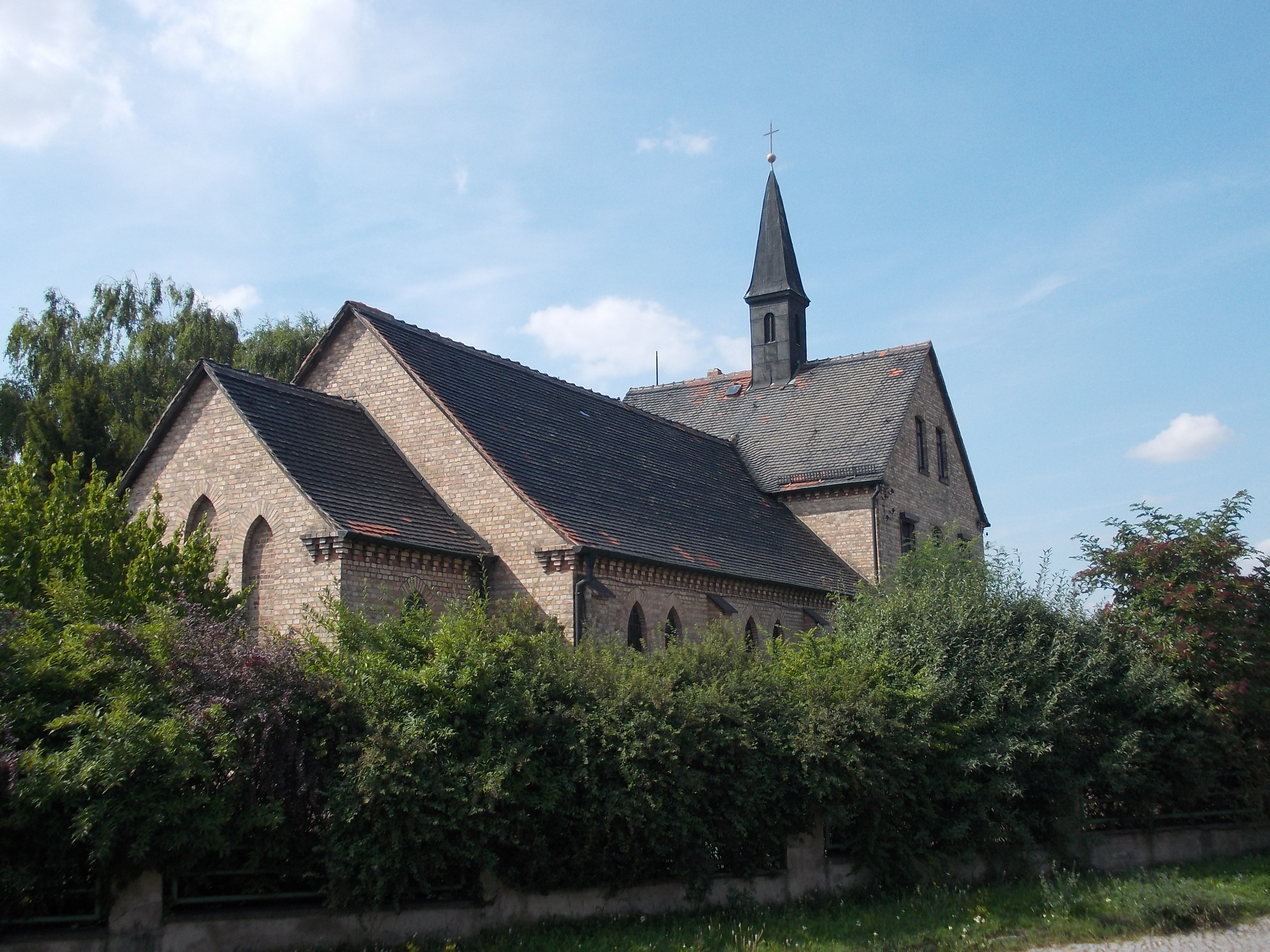
Ehemalige Heilig-Kreuz-Kirche in Sandersleben (2013)

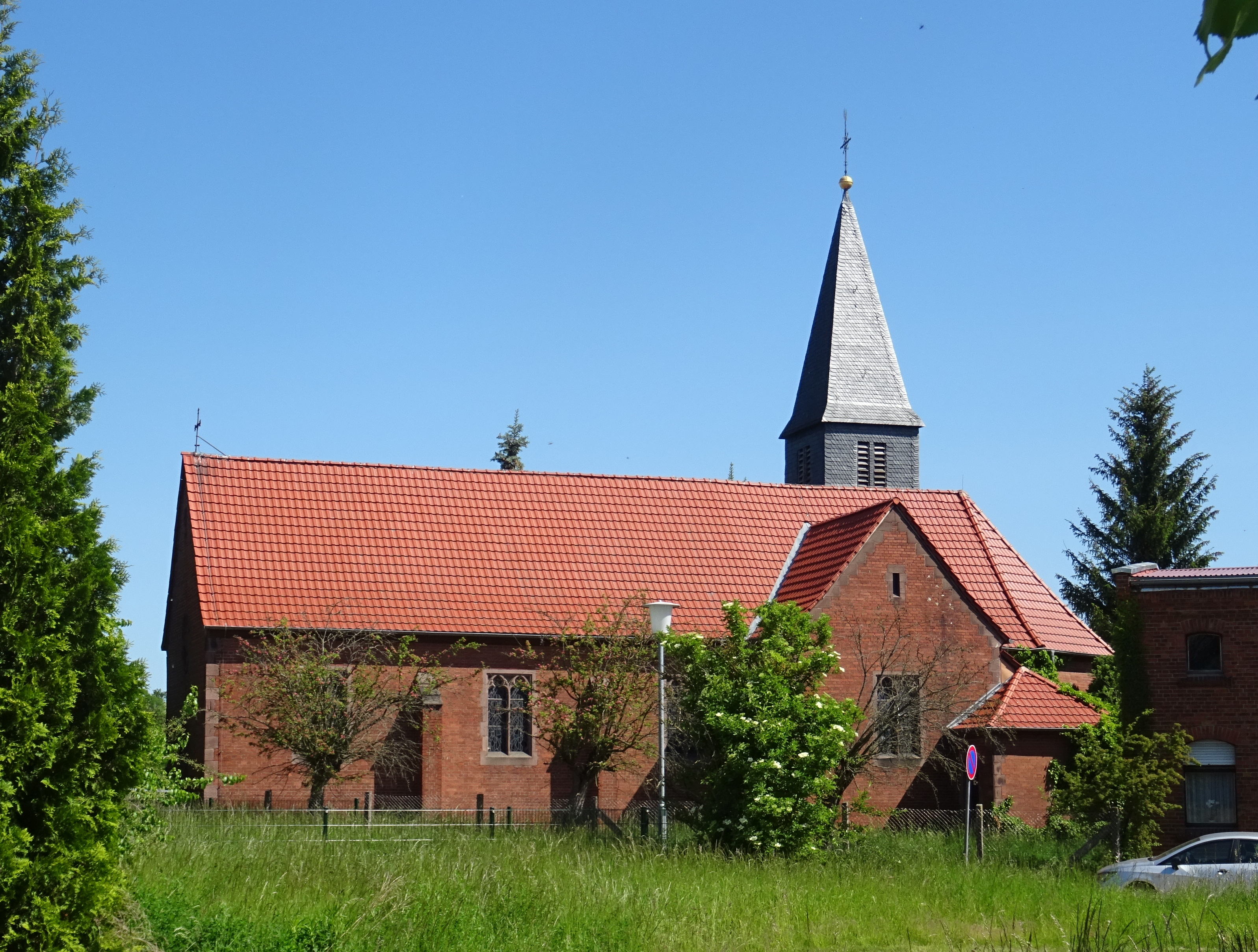
Ehemalige St.-Josef-Kirche in Zuckerdorf Klein Wanzleben (2018)

- Aschersleben, St. Michael: Die 1863 geweihte Kirche wurde nach dem Zweiten Weltkrieg für die gewachsene Pfarrei zu klein, so dass die Pfarrei 1976 die ehemalige Franziskanerkirche (Heilig-Kreuz-Kirche) erwarb und die St.-Michael-Kirche 1979 zum Gemeindehaus umbaute.
- Atzendorf, Herz Jesu: Die am 20. Oktober 1901 geweihte Kirche wurde am 18. März 2012 profaniert und noch im gleichen Jahr versteigert. Zuletzt gehörte die Kirche zur Pfarrei St. Marien Staßfurt-Egeln. Der Gebäudekomplex mit dem Pfarrhaus und der Kirche wird heute von einem Transportunternehmen als Filiale genutzt.
- Barby, Kapelle: In Barby wurde eine Kuratie und ein Pfarrhaus eingerichtet, in welchem 1956 eine Kapelle geweiht wurde. Katholische Gottesdienste fanden auch in der gegenüberliegenden St.-Johannis-Kirche statt, einer ehemaligen Franziskaner-Klosterkirche, die seit der Reformation evangelisch ist und von der katholischen Kuratie gepachtet wurde. Per Dekret vom 26. Februar 2019 wurde die Kapelle profaniert, der letzte Gottesdienst fand am 30. März 2019 statt. Das Pfarrhaus wird heute als Wohnhaus genutzt. Zuletzt gehörte die Kapelle zur Pfarrei St. Marien und St. Norbert Schönebeck.
- Barneberg, St. Josef: Die 1952 geweihte Kirche wurde errichtet, weil die Katholiken von Barneberg durch die DDR-Behörden am Besuch der grenznahen Kirche in Hötensleben gehindert wurden. 2007 wurde die letzte Heilige Messe gefeiert. Die an der Rudolf-Breitscheid-Straße gelegene Kirche gehörte zuletzt zur Pfarrei St. Marien in Oschersleben. Am 24. November 2010 erfolgte die Profanierung der Kirche, das Gebäude wird heute von einem Handwerksunternehmen genutzt.[9]
- Belsdorf, Unsere Liebe Frau von der immerwährenden Hilfe: Im bei Wefensleben gelegenen Belsdorf erfolgte 1954 im Klassenraum der ehemaligen Dorfschule am Allerweg die Einrichtung einer Kapelle, in der am 26. Dezember 1954 die erste Heilige Messe stattfand.[10] Ungefähr in den 1980er Jahren wurde die Kapelle wieder aufgegeben, das Gebäude wird heute als Wohnhaus genutzt.
- Cochstedt, Christkönig: Die 1938 erbaute Kirche gehörte zuletzt zur Pfarrei St. Marien Staßfurt-Egeln und wurde am 9. März 2014 profaniert, das Gebäude kam 2014 im Zuge einer Versteigerung in Privatbesitz.
- Druxberge, Hl. Joseph der Arbeiter: Die 1969 im Haus Bauernstraße 10 eingerichtete Kapelle wurde am 30. November 1969 geweiht.[11] Sie bestand noch bis mindestens Anfang 1990 und wurde vermutlich Anfang der 1990er Jahre wieder profaniert. Zur Errichtung einer katholischen Kirchengemeinde kam es in Druxberge nicht, die Kapelle gehörte stets zur Pfarrei Eilsleben. Das Gebäude, in dem sich die Kapelle befand, befindet sich in Privatbesitz.
- Erxleben, St. Maria Königin: 1996 wurde an der Hörsinger Straße das Gemeindehaus mit der Kapelle St. Maria Königin erbaut, es gehörte zuletzt zur Pfarrei St. Marien in Oschersleben. Zuvor nutzte die katholische Kirche von 1953 bis 1996 die evangelische St.-Godehard-Kapelle des Schlosses Erxleben. Am 22. August 2019 fand in der Kapelle von 1996 der letzte Gottesdienst statt. Per Dekret vom 11. Juli 2019 wurde die Kapelle profaniert.[12]
- Förderstedt, St. Theresia vom Kinde Jesu: Die 1939 geweihte Kirche wurde am 19. Juni 2011 profaniert, an privat verkauft und zu einem Wohnhaus umgebaut. Zuletzt gehörte die Kirche zur Pfarrei St. Marien Staßfurt-Egeln.
- Frose, St. Joseph: Da das nahegelegene Königsaue samt seiner St.-Josefs-Kirche ab 1964 dem Braunkohletagebau weichen musste, erwarb man 1965 im nahegelegenen Frose das Grundstück Königsauer Straße 57, auf dem eine neue St.-Josephs-Kapelle erbaut wurde, die am 28. Oktober 1968 benediziert wurde. Am 1. Oktober 1968 wurde der Sitz der Kirchengemeinde Königsaue nach Frose verlegt. Zum 15. September 1998 wurde die Pfarrvikarie St. Josef aufgelöst und in die Pfarrei St. Michael in Aschersleben eingegliedert.[13] Die Kapelle wurde um 2012 profaniert und ist zu einem Wohnhaus umgebaut worden.
- Groß Bartensleben, Kapelle: Am 25. Dezember 1956 wurde die im Obergeschoss des Wohnhauses Dorfstraße 30 eingerichtete Kapelle geweiht, die inzwischen wieder aufgegeben worden ist.
- Großmühlingen, Herz Jesu: Am 22. Oktober 1950 wurde die in einem bereits vorhandenen Saal eingerichtete Kapelle geweiht. Die Kapelle wurde inzwischen wieder aufgegeben, das Gebäude abgerissen und auf dem an der Ecke Breiter Weg/Schulstraße gelegenen Grundstück ein Wohnhaus erbaut.
- Groß Rosenburg, St. Marien: 1950 wurde eine Kuratie gegründet und am 19. April 1953 die Kirche geweiht. Zum 30. April 2006 wurde die Kuratie aufgelöst[14], die auf einem Hofgrundstück an der Hauptstraße gelegene Kirche wurde inzwischen profaniert und an privat verkauft.
- Hakeborn[15], St. Mechthild: Am Pfingstmontag 1973 erfolgte die Einweihung der St.-Mechthild-Kapelle,[16] die das Patrozinium der heiligen Mechthild von Hackeborn trug und sich in einer Baracke auf dem Grundstück des ehemaligen Gasthofs zum Deutschen Hause an der Friedensstraße befand. Zuletzt gehörte die Kapelle zur Pfarrei St. Marien Staßfurt-Egeln. Am 5. Juni 2011 fand in der St.-Mechthild-Kapelle der letzte Gottesdienst statt und es erfolgte die Profanierung.
- Hakenstedt, Kapelle Mariä Himmelfahrt: 1961 erfolgte in einer ehemaligen Schmiede an der Ovelgünner Chaussee die Einrichtung einer katholischen Kapelle, die am 19. November 1961 benediziert wurde und die inzwischen wieder profaniert worden ist.
- Hohenerxleben, Kapelle: Die Kapelle befand sich an der Ecke Kreisstraße / Brunnengasse. Wegen Einsturz des Daches erfolgte die Aufgabe der Kapelle und am 15. April 2003 ihre Profanierung. 2013 wurde das Grundstück mit der Kapellenruine an privat verkauft.[15]
- Hornhausen, Heiliges Kreuz: Am 28. September 1957 wurde die Kirche geweiht, die durch Umbau einer Scheune entstand. Am 28. September 2012 erfolgte die Profanierung der zuletzt zur Pfarrei St. Marien in Oschersleben gehörenden Kirche. Das an der Gartenstraße/An der Wonne gelegene Gebäude wird heute als Landmaschinenhandlung genutzt.[17]
- Hoym, Kapelle: 1957 wurde der Saal der Gaststätte Lindengraben (Grabenstraße 30, Inh. Walter Schreck) angemietet und in ihm eine Kapelle eingerichtet. Inzwischen wurde die Kapelle wieder aufgegeben und der Saal abgerissen, das Gaststättengebäude wird heute als Wohnhaus genutzt.
- Zuckerdorf Klein Wanzleben, St. Josef: Die am 24. Mai 1908 geweihte Kirche gehörte zuletzt zur Pfarrei St. Bonifatius in Wanzleben und wurde am 14. April 2016 profaniert.
- Königsaue, St. Josef: Die ab 1904 erbaute Kirche wurde am 16. Oktober 1905 benediziert. Im Zuge der Devastierung von Königsaue für den Braunkohleabbau wurde die Kirche am 8. Dezember 1965 gesprengt. Die zur Pfarrei Aschersleben gehörende Kirchengemeinde Königsaue verlegte ihren Sitz nach Frose und errichtete dort 1968 eine neue Kapelle.
- Könnern, Kapelle: 1932 wurde eine Kapelle in einem Nebengebäude der Gaststätte Emilius an der Leipziger Straße eingerichtet und am 28. März 1932 benediziert. Ab 1937 gehörte Könnern als Kuratie „Regina pacis et sanctus Wenceslaus“ zur Pfarrei Alsleben. Im Haus Neue Straße 9 wurde ein Raum angemietet und eine neue Kapelle eingerichtet. Dies geschah wohl um 1939, nachdem ein Plan von 1937, auf einem angekauften Grundstück am Friedhofsweg eine Kirche zu bauen, nicht realisiert werden konnte. Von 1964 bis 1990 war Josef Gröschler (1918–2009) der letzte Kuratus in Könnern,[18] nach seinem Eintritt in den Ruhestand wurde die Kapelle wieder aufgegeben, und die Katholiken in Könnern wurden an die Kirche in Alsleben verwiesen.
- Löderburg, St. Josef: Die am 28. September 1902 geweihte Kirche wurde am 27. November 2011 profaniert und im Folgejahr versteigert.
- Neuwegersleben, St. Bernward: Das zur Pfarrei St. Pankratius in Hamersleben gehörende Gotteshaus wurde 1898 geweiht. Bereits vor 2010 erfolgte seine Profanierung.[19][20]
- Nienburg (Saale), St. Nikolaus: Die Nikolauskapelle wurde in der Zeit nach dem Zweiten Weltkrieg in einer ehemaligen Tischlerwerkstatt eingerichtet. Seit der Schließung der Kapelle finden die katholischen Gottesdienste in Nienburg in der evangelischen Klosterkirche St. Marien und St. Cyprian statt.[21] Seit der Auflösung der Pfarrvikarie Nienburg im Jahre 2010 gehört der Gottesdienstort zur Pfarrei St. Bonifatius Bernburg.
- Sandersleben (Anhalt), Heilig Kreuz: Die am 28. November 1897 geweihte Kirche wurde am 24. November 2010 profaniert und kam in Privatbesitz.
- Schwaneberg, Herz Jesu: Die am 29. August 1897 geweihte Kirche wurde am 29. April 2011 profaniert. Sie wird heute vom Heimat- und Kulturverein Schwaneberg e. V. als Kulturkirche für Konzerte und andere öffentliche wie private Veranstaltungen genutzt.
- Sülldorf, St. Josef: Möglicherweise am 2. September 1882 geweiht. Die im Haus Bergstraße 3 eingerichtete Kapelle wurde ungefähr in den 1990er Jahren aufgegeben, profane Nachnutzung.
- Tarthun[15], Kapelle: Von der Pfarrei St. Johannes Baptist in Wolmirsleben wurde 1953 in Tarthun eine Kapelle eingerichtet, sie lag an der Buschstraße und wurde am 20. Dezember 1953 eingeweiht.[22] Zuletzt gehörte die Kapelle zur Pfarrei St. Marien Staßfurt-Egeln. Am 3. April 2011 fand in der Kapelle der letzte Gottesdienst statt,[23] sie wurde profaniert und noch im gleichen Jahr an privat verkauft.
- Unseburg, St. Franziskus Xaverius: Die am 20. Mai 1907 geweihte Kirche wurde am 4. März 2012 profaniert und noch im gleichen Jahr versteigert. Zuletzt gehörte die Kirche zur Pfarrei St. Marien Staßfurt-Egeln.

## Dekanat Halberstadt

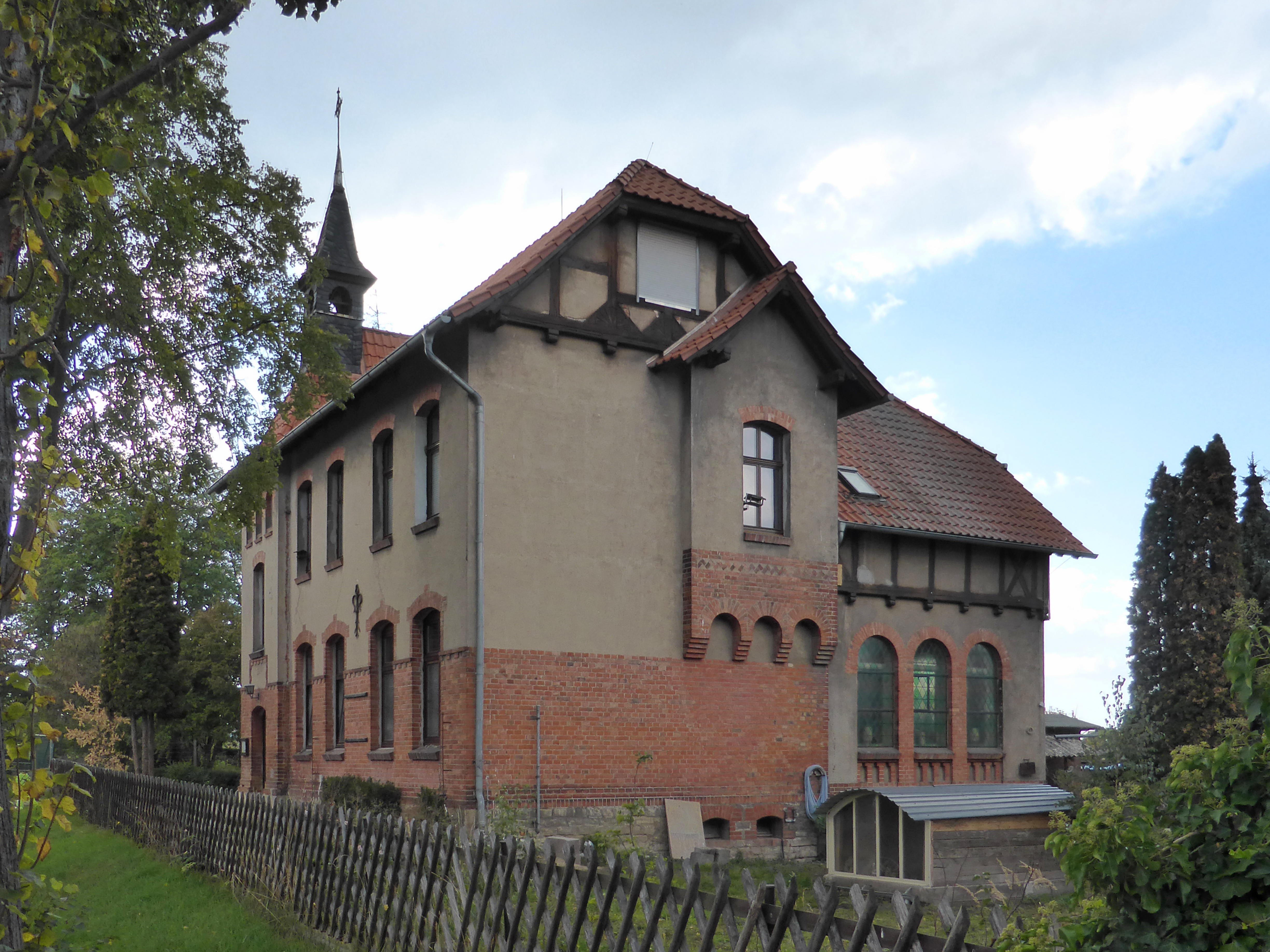
Ehemaliges Missionshaus mit Kapelle (rechts angebaut) in Eilenstedt

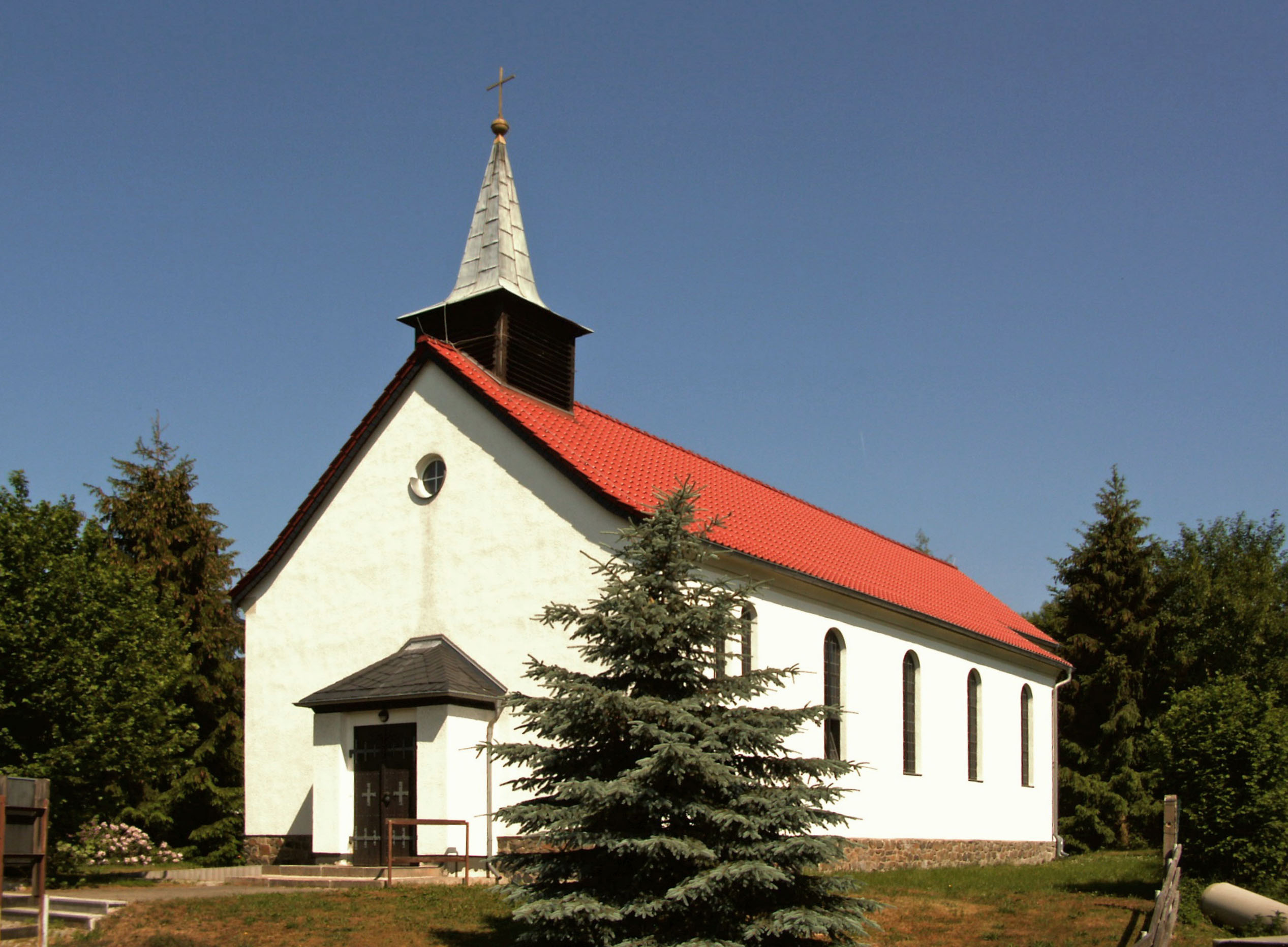
St.-Johannes-Baptist-Kirche in Harzgerode (2011)

- Derenburg, Kapelle: Zwischen 1946 und 1974 als Außenstation der Pfarrei St. Andreas in Halberstadt eingerichtet, vor 2010 wieder aufgegeben.[24]
- Dingelstedt am Huy, Kapelle: Die 1956 eingeweihte Kapelle befand sich in einem Nebengebäude des Anwesens Bahnhofstraße 227, an der Ecke zur Schustergasse, und war eine Außenstation der Pfarrei Huysburg. Am 30. Oktober 2007 wurde sie profaniert, das Gebäude befindet sich heute in Privatbesitz.
- Eilenstedt, Herz Jesu: In dem um 1903 erbauten Schul- und Missionshaus wurde vor 1930 eine Kapelle eingerichtet, die zuletzt zur Pfarrei Huysburg gehörte und bis November 2015 genutzt wurde. 2016 wurde die Kapelle profaniert und 2017 das auf dem Grundstück Breite Straße 47 stehende Gebäude an privat verkauft.
- Elbingerode, St. Andreas: 1975 aus gepachteter Friedhofskapelle umgestaltet, Pachtvertrag gekündigt, am 2. Dezember 2023 profaniert, durch Kapelle im Gemeindehaus ersetzt.
- Gernrode, Kapelle: 1968 erwarb die 1949 gegründete Kuratie Gernrode das Grundstück Friedrich-Engels-Straße 17, auf dem ein Fertighaus mit einer Kapelle erbaut wurde, die am 13. September 1970 ihre Benediktion erhielt. Am 12. März 2004 wurde die Kuratie Gernrode wieder aufgelöst und die Pfarrei St. Elisabeth in Ballenstedt eingegliedert, die Profanierung der Kapelle folgte am 19. Oktober 2007.
- Harsleben, Bruder-Konrad-Kapelle:[25] Zwischen 1946 und 1974 als Außenstation der Pfarrei St. Andreas in Halberstadt eingerichtet, vor 2010 wieder aufgegeben.[26]
- Harzgerode, St. Johannes Baptist: Die 1952/53 erbaute Kirche wurde am 4. Oktober 1953 konsekriert. Per Dekret vom 3. Mai 2022 erfolgte ihre Profanierung, der letzte Gottesdienst fand am 23. Juni 2022 statt.
- Hasselfelde, Maria vom hl. Rosenkranz: Die auf dem Grundstück Salzmarktstraße 14 befindliche Kapelle wurde im Erdgeschoss eines dafür umgebauten Schafstalls eingerichtet und am 9. Juni 1957 geweiht. Am 29. Januar 2006 fand dort der letzte Gottesdienst statt, die Kapelle wurde profaniert, das Gebäude befindet sich in Privatbesitz.
- Hessen, St. Maria Himmelskönigin: In einem 1956 erworbenen Haus auf dem Grundstück Am Damm 2 wurde eine Kapelle eingerichtet, nach der Wende musste dieses Gebäude wieder abgegeben werden. Als Ersatz wurde 1997 auf dem Grundstück Nobbenstraße 14 ein neues Gemeindehaus erbaut, das wiederum mit einer Kapelle ausgestattet war. Am 20. September 2011 wurde diese Kapelle profaniert, das Gebäude wurde noch im gleichen Jahr an privat verkauft und danach zu einem Wohnhaus umgebaut.
- Langenstein, St. Franziskus: Die 1954 eingerichtete Kapelle in der Dorfstraße war ursprünglich katholisch und gehörte zuletzt zur Pfarrei St. Burchard in Halberstadt. 2003 wurde vor der Kapelle ein Glockenturm errichtet. Am 7. April 2017 fand der letzte katholische Gottesdienst statt. Im November 2019 wurde die Kapelle an die evangelische Kirchengemeinde Halberstadt verkauft, deren Kirche in Langenstein 1977 gesprengt worden war.[27] Am 2. April 2020 wurde die Kapelle formal profaniert.[28]
- Neinstedt, Kapelle: Die 1961 in einem angemieteten Raum an der Quedlinburger Straße eingerichtete Kapelle wurde vor 2011 wieder profaniert.[29]
- Osterwieck, St. Joseph: Die 1888 erbaute Kirche wurde am 15. Juli 1889 konsekriert. Am 27. November 2022 erfolgte ihre Profanierung, die Kirche soll verkauft werden.
- Zilly, Kapelle: Um 1900 stellte der Pächter der Staatsdomäne Zilly einen Raum, der zuvor als Schafstall genutzt wurde, als Kapelle für katholische Saisonarbeiter zur Verfügung. 1964/65 wurde die Kapelle erneuert, da 1965 die Kuratie Heudeber nach Zilly verlegt wurde. Am 12. Mai 2012 erfolgte die Profanierung der Kapelle, der Kapellenraum wurde noch im gleichen Monat der Kommune Zilly überlassen.[30] In Zilly fanden katholische Gottesdienste noch bis 2023 im Pfarrhaus statt.

## Dekanat Halle (Saale)

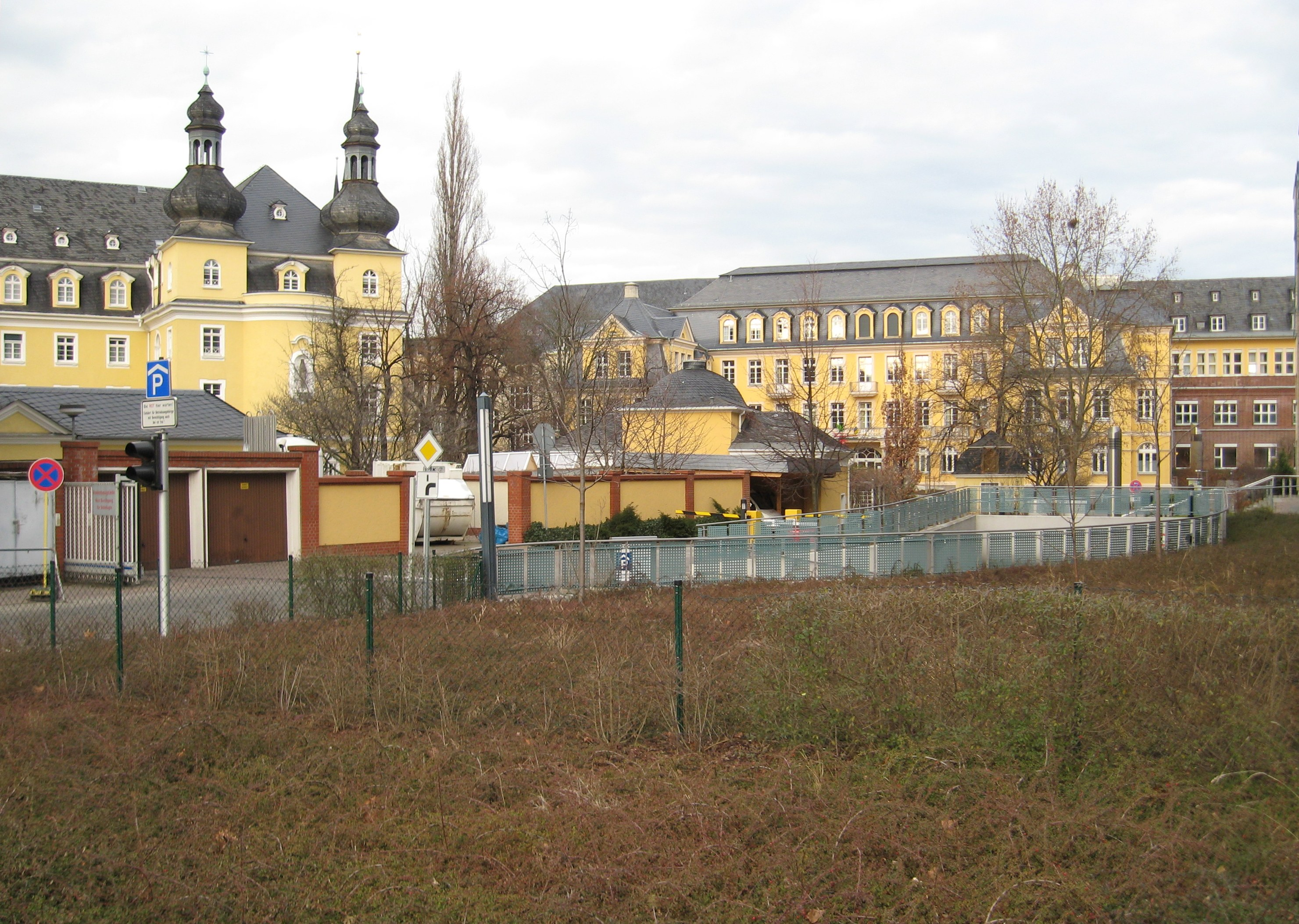
Klosterkapelle St. Elisabeth (links) in Halle

- Büschdorf, Kapelle: Die 1947 gegründete Kuratie Halle-Ost mietete von der evangelischen St.-Nikolaus-Gemeinde einen Teil einer neben dem evangelischen Pfarrhaus stehenden Baracke an, in der eine katholische Kapelle eingerichtet wurde.[31] Die Kapelle wurde inzwischen geschlossen und die Baracke abgerissen.
- Halle (Saale), St. Elisabeth: Die Klosterkapelle wurde 1926 im Kloster der Kongregation der Schwestern von der hl. Elisabeth am Elisabeth-Krankenhauses eingerichtet. Als das Kloster wegen Überalterung der Schwestern und Nachwuchsmangel aufgegeben wurde, erfolgte per Dekret vom 20. Mai 2021 die Profanierung der Kapelle, am 28. Juni 2021 fand der letzte Gottesdienst statt.[32]
- Hohenthurm, St. Marien: Max Heinrich Adam von Wuthenau-Hohenthurm, der selbst protestantisch war, ließ für seine katholische Ehefrau Pauline zur Ausübung ihres Glaubens 1912 im ehemaligen Rittersaal seines Schlosses Hohenthurm eine katholische Kapelle einrichten, da die Schlosskirche protestantisch war. Ab 1925 bildete sich in Hohenthurm eine katholische Kirchengemeinde, welche ebenfalls die Kapelle nutzte. Am 14. Januar 2007 wurde die Kapelle profaniert. Die katholischen Gottesdienste der Kuratie Hohenthurm, die inzwischen in der Pfarrei „St. Mauritius und St. Elisabeth Halle“ aufgegangen ist, finden seitdem nur noch in der evangelischen St.-Nicolai-Kirche, die auch zuvor bereits mitgenutzt worden war, des bevölkerungsreicheren Landsbergs statt.
- Langenbogen, Kapelle: 1957 erfolgte in einem ehemaligen Stall auf dem Grundstück Welle 19 die Einrichtung einer katholischen Kapelle,[33] die bereits im Zeitraum ungefähr von 1965 bis 1975 wieder aufgegeben wurde. Zur Errichtung einer katholischen Kirchengemeinde kam es in Langenbogen nicht, katholische Gottesdienste fanden in Langenbogen bis 2023 in der evangelisch-lutherischen St.-Magdalena-Kirche statt.
- Radewell, St. Marien/St. Hedwig: Das in Radewell an der Siebenhufenstraße (heute Alfred-Reinhardt-Straße) eingerichtete Gotteshaus wurde am 27. Mai 1901 mit dem Patrozinium „Maria von der immerwährenden Hilfe“, kurz auch „St. Marien“ genannt, geweiht. Nachdem am Rand des Pfarrgebiets der neue Stadtteil Silberhöhe erbaut wurde, erfolgte im Nachbarstadtteil Ammendorf der Bau einer neuen St.-Marien-Kirche; mit der Weihe dieser Kirche im Jahre 1984 bekam die bisherige St.-Marien-Kirche das Patrozinium „St. Hedwig“. Die St.-Hedwig-Kirche wurde am 16. Oktober 2005 als katholische Kirche profaniert[34], 2006 verkauft und 2010 als armenisch-apostolische Auferstehungskirche „Surp Harutyun“ wieder eingeweiht.

## Dekanat Magdeburg
- Magdeburg-Salbke, St. Johannes Baptist: In der ab 1909 erbauten und am 8. Mai 1910 benedizierten Kirche fand am 24. November 2019 der letzte katholische Gottesdienst statt. Nachdem die Kirche bis 2020 von der Selbständigen Evangelisch-Lutherischen Kirche genutzt worden war, erfolgte per Dekret vom 1. Juni 2021 ihre Profanierung.[35]
- Niederndodeleben, Kapelle: zum 1. März 1955 wurde der Saal einer Gaststätte gemietet und seitens der Pfarrei St. Marien in Magdeburg-Sudenburg bis 1977 als Kapelle genutzt. Danach fanden katholische Gottesdienste in Niederndodeleben noch bis Ende 2003 in einem Raum der evangelischen Gemeinde statt.[36] Zur Errichtung einer katholischen Kirchengemeinde kam es in Niederndodeleben nicht. Die Gaststätte stand auf dem Grundstück Magdeburger Straße 14 und wurde inzwischen abgerissen, heute befindet sich dort eine Apotheke.

## Dekanat Merseburg

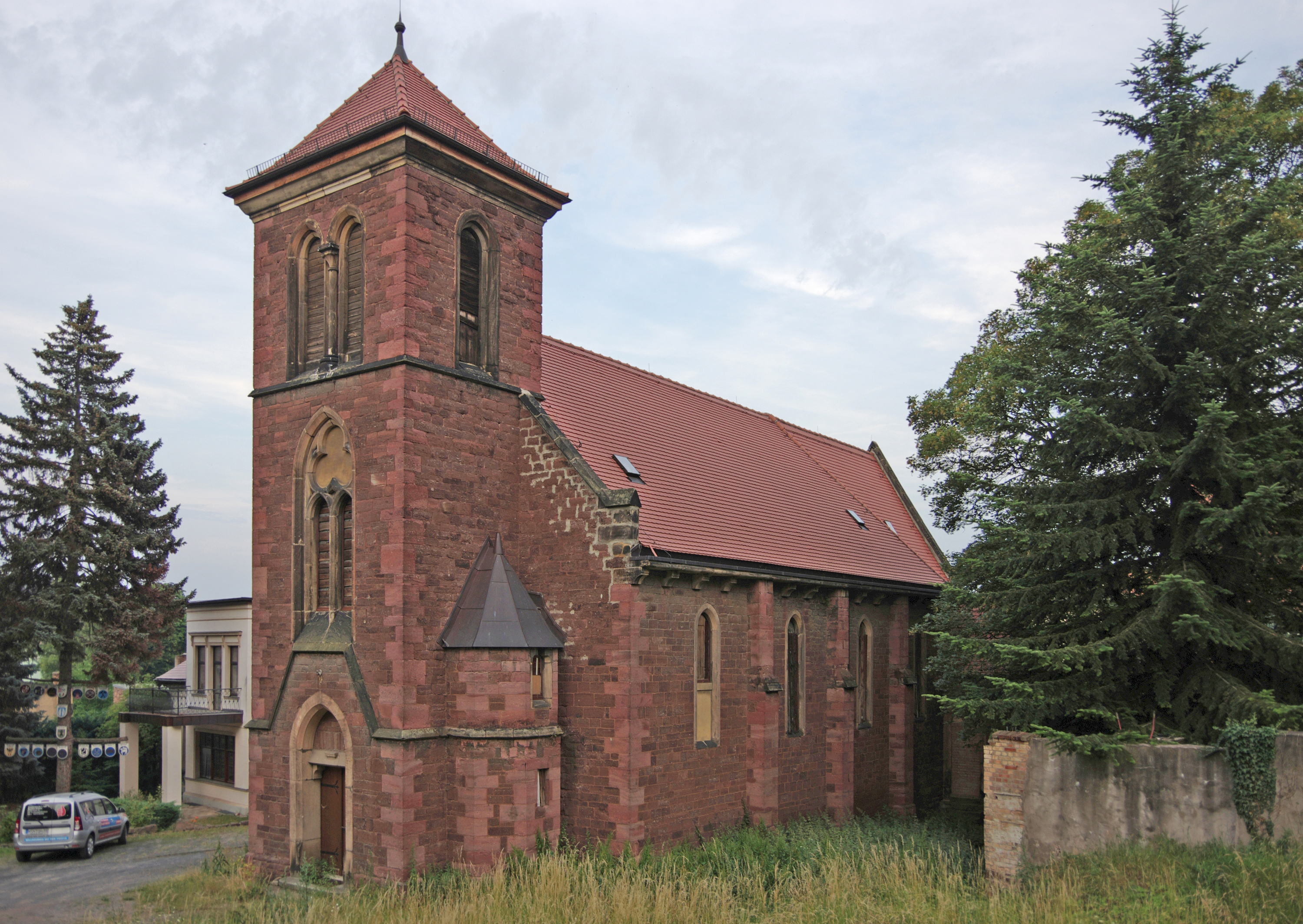
Ehemalige St.-Gertrud-Kirche in Eisleben

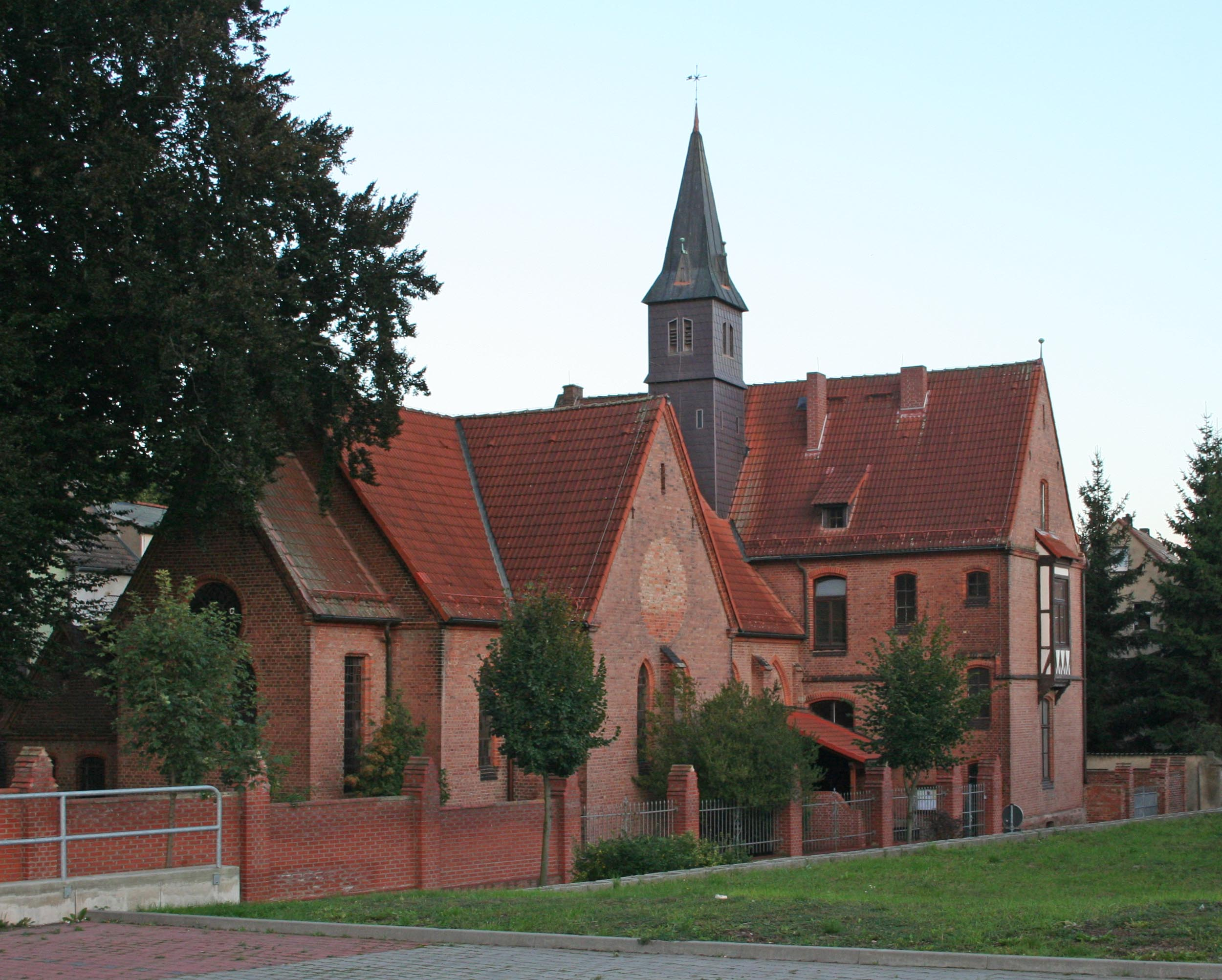
Herz-Jesu-Kirche in Gerbstedt (2010)

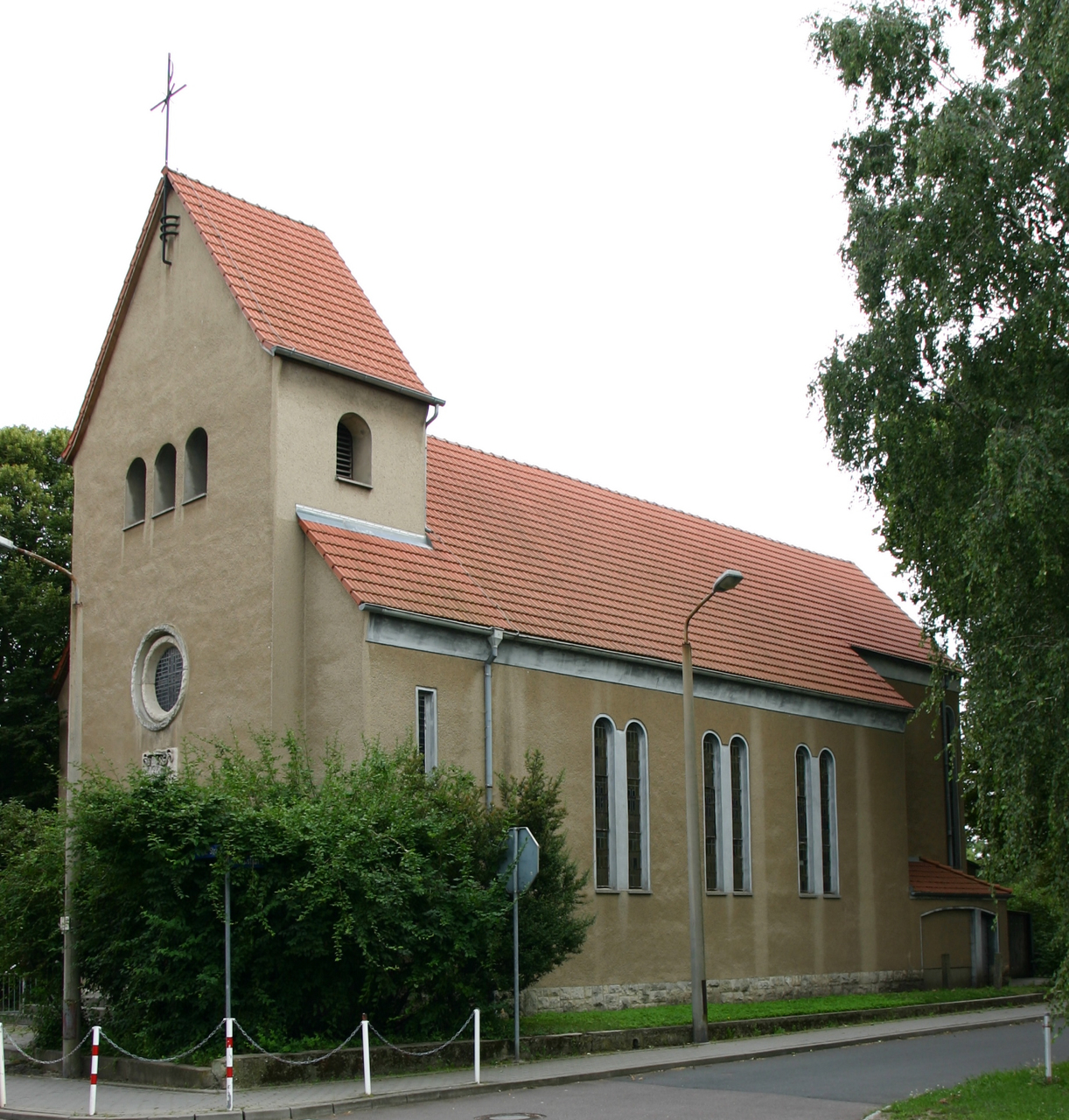
Ehemalige Hl.-Drei-Könige-Kirche in Großkayna

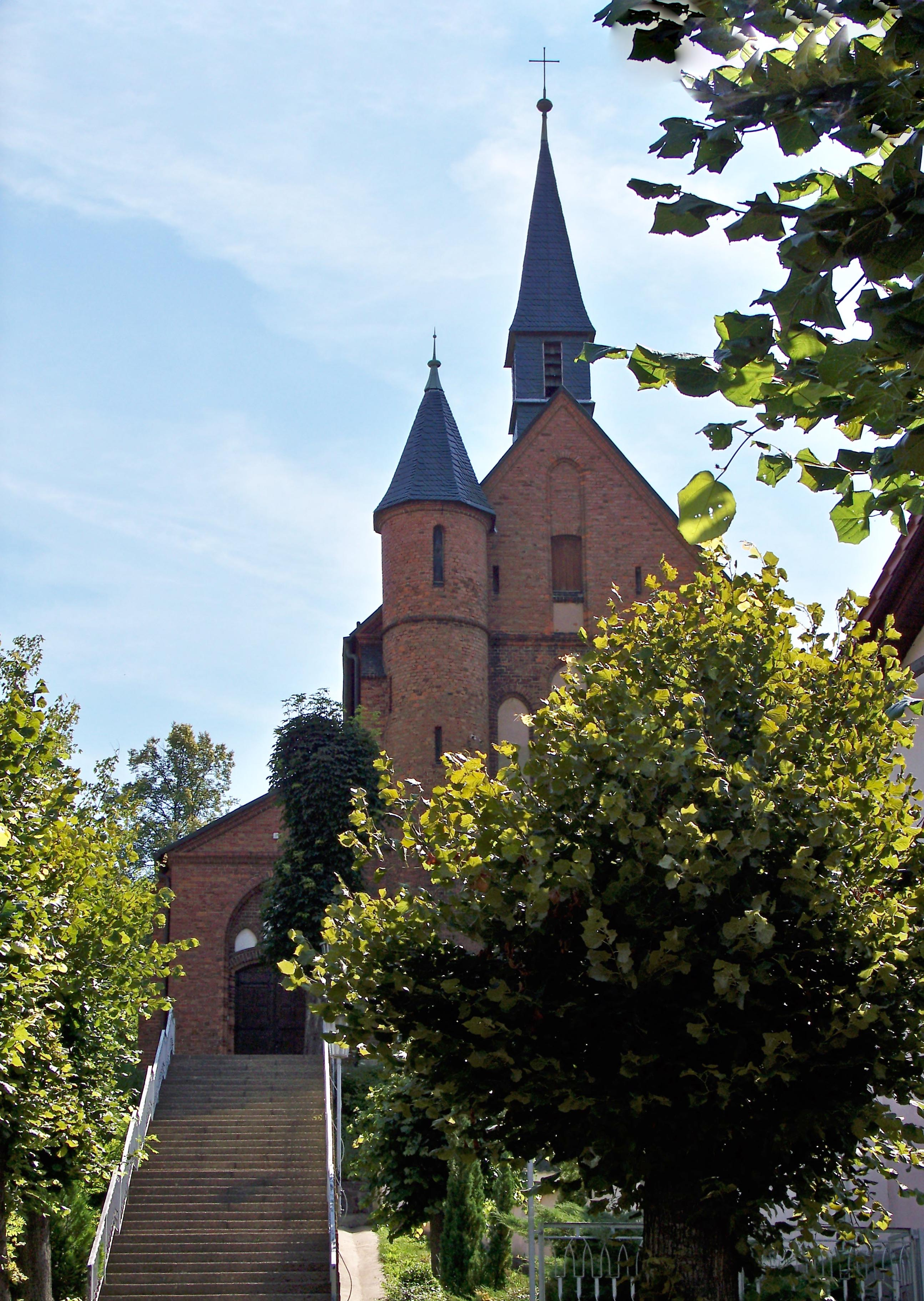
Unbefleckte-Empfängnis-Kirche in Hettstedt (2009)

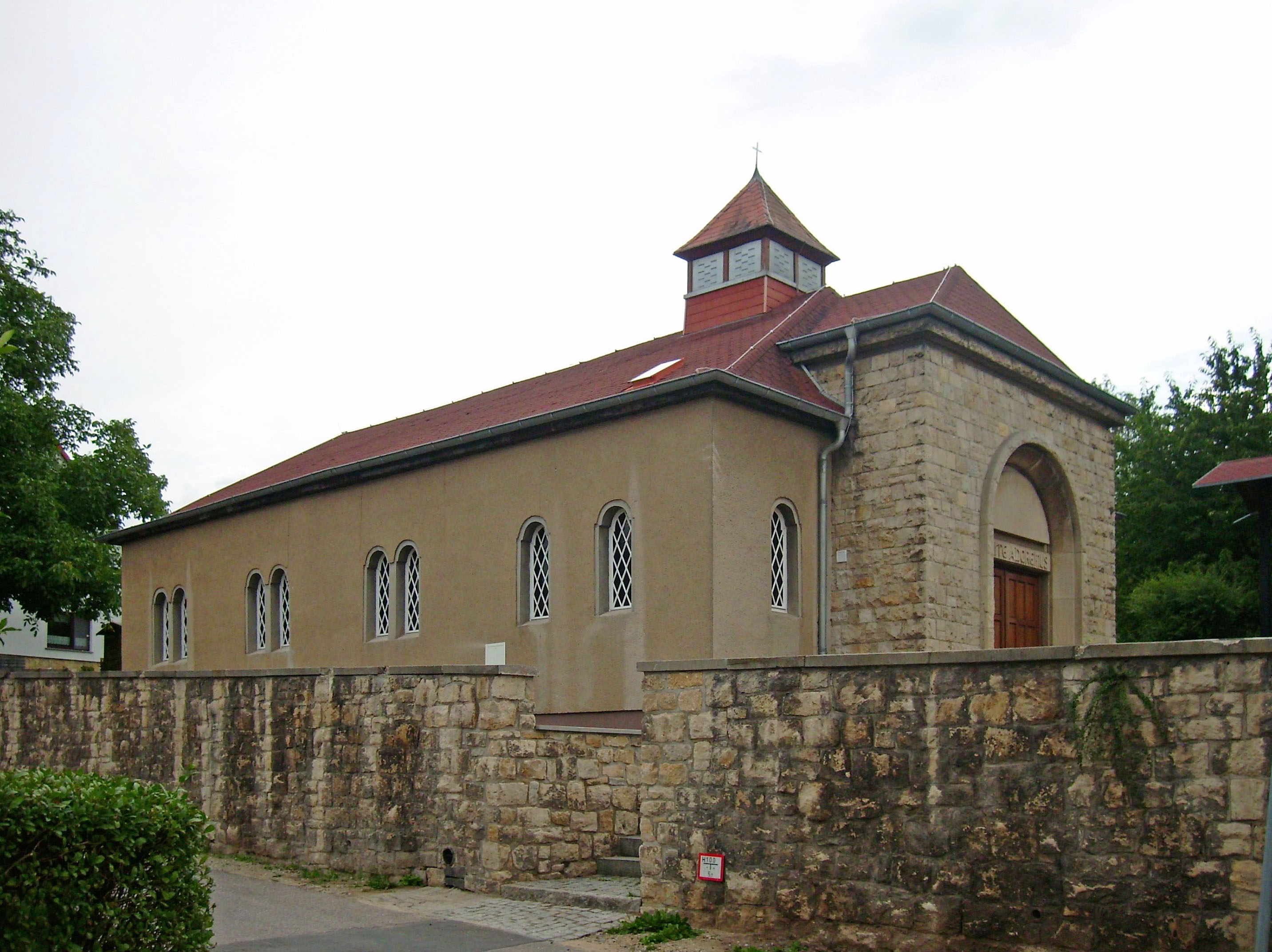
Geiseltalsee-Kirche in Neubiendorf

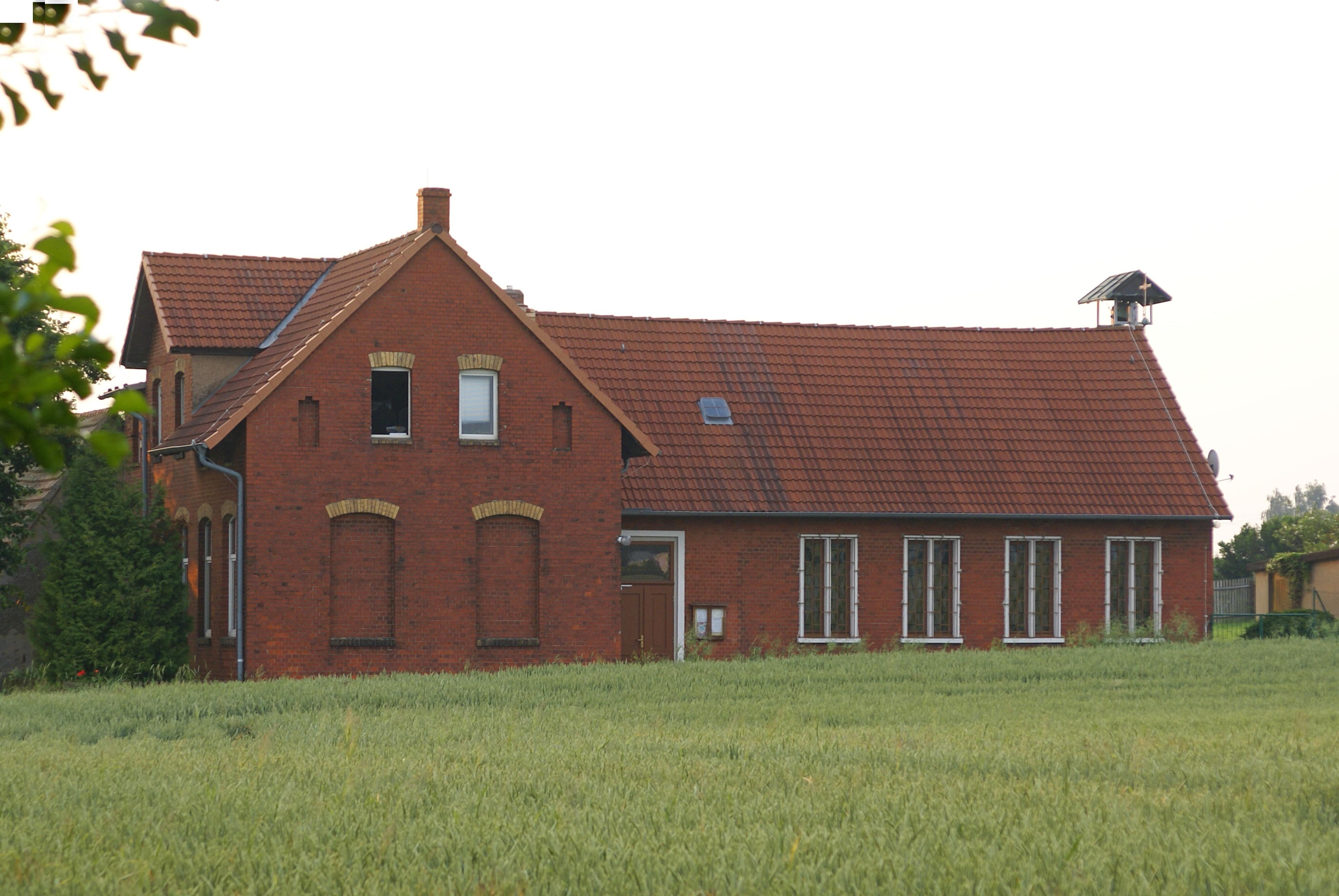
St.-Bonifatius-Kirche in Siersleben (2011)

- Allstedt, St. Wigbert: Die Kapelle wurde per Dekret vom 28. August 2023 am 21. Oktober 2023 profaniert.[37] Die monatliche Vorabendmesse findet seitdem in der evangelischen Kirche statt. Die Kapelle wurde verkauft.[38]
- Blankenheim, Kapelle: 1948 wurde der Saal der Gaststätte Rein angemietet und zu einer Kapelle umgebaut, die 1963 wieder aufgegeben werden musste. Noch im gleichen Jahr wurde die Veranda des Gasthofs Waldhaus zum Lampertus gemietet und zu einer Kapelle umgestaltet, die später wieder profaniert wurde.
- Eisleben, St. Gertrud: Die 1864/65 erbaute Kirche war im Laufe der Zeit für die angewachsene Kirchengemeinde zu klein geworden und wurde durch die 1916 eingeweihte Nachfolgekirche, die das gleiche Patrozinium bekam, ersetzt. Die alte Kirche wurde profaniert, verkauft und fortan als Turnhalle genutzt.
- Freyburg (Unstrut), Kapelle: Auf dem Schweigenberg oberhalb von Freyburg wurde 1951 in einem Wochenendhaus eine Kapelle eingerichtet, die am 16. Oktober 1951 geweiht wurde und in der die Werktagsgottesdienste der Kuratie Freyburg stattfanden.[39] Für Sonn- und Feiertagsgottesdienste wurde die evangelische Marienkirche genutzt, weil die Kapelle dafür zu klein war. Da die Kapelle in einem Weinberg lag und daher für ältere Personen sowie im Winter nur schwer zu erreichen war, wurde sie wieder aufgegeben und profaniert.
- Gerbstedt, Herz Jesu: Die Kirche wurde am 27. Mai 1906 benediziert und erhielt am 13. Mai 1908 die bischöfliche Konsekration. Am 2. September 2016 erfolgte ihre Profanierung. 2018 übernahm die Stadt Gerbstedt das Gotteshaus, um es als Veranstaltungsort zu nutzen.
- Großkayna, Hl. Drei Könige: Die am 22. September 1935 geweihte Kirche wurde am 20. August 2009 profaniert und 2013 verkauft. Seitdem dient das Gebäude dem Zentrum für Zirkus und bewegtes Lernen Halle e. V. als Gruppen-, Trainings- und Veranstaltungsraum.
- Großkorbetha: Kuratie 1958 errichtet, 24. September 1973 aufgehoben, Gottesdienste bis 2002 in einem angemieteten Raum, der dann gekündigt wurde[40]
- Hedersleben, St. Liborius: Die 1967–1969 hinter einem Wohnhaus erbaute und Anfang 1970 geweihte Kapelle mit Altarbild von Meinolf Splett wurde per Dekret vom 5. März 2024 in der letzten Messe am 22. Juni 2024 profaniert.[41][42][43]
- Hettstedt, Unbefleckte Empfängnis: Die am 31. Mai 1894 im damaligen Burgörner-Neudorf geweihte Kirche wurde am 19. Juli 2020 wieder profaniert und 2024 versteigert. Die Gottesdienste in Hettstedt finden seitdem im katholischen Gemeindehaus St. Josef statt.
- Kayna, Kapelle: 1957 wurde die in der Schmölschen Straße 4 gelegene Turnhalle angekauft und zu einer Kapelle ausgebaut, die am 25. Mai 1958 benediziert wurde. Später wurde die Kapelle wieder profaniert und kam in Privatbesitz.
- Klosterhäseler, Marienkapelle: Die 1965[44] eingeweihte Kapelle war in einer ehemaligen Scheune des Hofes Naumburger Straße 33 eingerichtet worden, die dafür angemietet wurde. Pfingsten 2007 fand in ihr der letzte Gottesdienst statt.[45]
- Langeneichstädt, St. Bruno: Die ab 1954 erbaute und am 20. November 1955 geweihte Kirche wurde am 7. Dezember 2014 profaniert und in den Folgejahren verkauft.
- Laucha an der Unstrut, Kapelle: Die Gottesdienste der 1947 gegründeten Kuratie Laucha fanden zunächst in der evangelischen St.-Marien-Kirche statt, da die Kuratie über kein eigenes Gotteshaus verfügte. Nachdem die Zahl der Gottesdienstbesucher zurückgegangen war, fanden die Gottesdienste nun in einem katholischen Gemeinderaum statt, der als Kapelle fungierte, was vermutlich seit den 1980er Jahren geschah. Die Kuratie hatte ihren Sitz im Haus Untere Hauptstraße 21, wo sich vermutlich auch die Kapelle befand. In der Kapelle fand am 16. Juni 2018 der letzte Gottesdienst statt, und sie wurde mit Dekret vom 30. Juni 2018 profaniert.[46]
- Leißling, Kapelle, 1957 errichtet, 24. September 1973 aufgegeben
- Lützen, St. Joseph: Die 1895/96 erbaute und 1903 geweihte Kirche wurde am 27. Januar 2013 profaniert und kam in Privatbesitz.
- Mansfeld, Stadtteil Leimbach, Kapelle: Im Missionshaus Leimbach, Friedensallee 12, fanden ab 1890 Gottesdienste statt. Im Dachgeschoss des Missionshauses befand sich eine Kapelle, die am 29. Juni 2007 profaniert wurde.
- Merseburg-Süd, St. Ulrich: Die in einem Neubaugebiet im Süden von Merseburg 1958 auf dem Grundstück Naumburger Straße 165 erbaute und am 25. Januar 1959 geweihte Kirche wurden am 17. Januar 2016 wieder profaniert.
- Neubiendorf, Herz Jesu: In der 1919 gegründeten Bergarbeitersiedlung Neubiendorf wurde am 25. März 1928 die Kirche geweiht. Am 20. August 2006 fand der letzte Gottesdienst statt. Nach der Profanierung am 4. August 2006 wurde das Gebäude dem Förderverein Geiseltalsee-Kirche e. V. übertragen, der es restaurierte und am 16. August 2008 als konfessionslose Kirche wieder eröffnet hat.
- Osterfeld, Stadtteil Pitzschendorf, St. Michael: Die Kapelle wurde 1956 geweiht. 2004 wurde das Pfarrhaus an der Bachstraße, in dem sich die Kapelle befand, an privat verkauft.[47] Die Kapelle wurde jedoch weiter genutzt und erst per Dekret vom 14. September 2021 profaniert.[48] Zuletzt gehörte die Kapelle zur Pfarrei Naumburg, am 29. September 2021 fand in ihr der letzte Gottesdienst statt.[49]
- Predel, Ortsteil von Reuden, Liebfrauenkapelle: Die Kapelle entstand ab 1952 auf dem Grundstück Predel 21 durch Umbau einer Scheune und wurde am 6. April 1953 benediziert. Am 23. März 2007 erfolgte ihre Profanierung.
- Reußen (seit 1928 Teil von Theißen), Herz Jesu: 1907 wurde in Reußen ein Missionshaus erbaut, später an der Reußener Straße, nahe dem Maibach, die Herz-Jesu-Kapelle. Sie wurde vermutlich am 18. Dezember 1938 geweiht. Per Dekret vom 22. Mai 2019 (A-Bl. Juni 2019) wurde sie profaniert, am 1. Juni 2019 fand in ihr der letzte Gottesdienst statt.[50]
- Rockendorf, St. Pius X.: 1964 wurde eine Scheune gepachtet und zu einer Kapelle ausgebaut, die am 3. September 1965 geweiht wurde. Die Kapelle stand auf dem Grundstück Rockendorfer Straße 19 und wurde 1988 wieder aufgegeben.
- Roßla, Kapelle, 20. Mai 1975 geweiht, verkauft, aber noch in Nutzung
- Schkopau, St. Anna: Die am 22. August 1948 geweihte Barackenkirche wurde am 22. November 2015 profaniert und kam zum Verkauf.
- Schnellroda, Kapelle St. Michael[51]: Die 1957 eingeweihte Kapelle stand östlich der Straße Oberdorf, ungefähr gegenüber dem Rittergut. Sie wurde vor 2004, wohl um 1997 wieder aufgegeben und bis auf einen Mauerrest abgetragen.
- Siersleben, St. Bonifatius: In der 1899/1900 erbauten katholischen Schule wurde in einem Klassenraum Gottesdienst gehalten, der zur St.-Bonifatius-Kirche ausgebaut und 1960/61 erneuert wurde. Am 20. Januar 2014 fand die Profanierung statt, es folgte eine Umnutzung zur Tagespflege.[52]
- Teutschenthal, Kapelle, 15. Mai 1972 aufgegeben
- Theißen siehe Reußen
- Wippra, St. Simon Stylites: Die in einem angemieteten Gebäude einer ehemaligen Käserei eingerichtete Kapelle wurde am 15. Februar 1953 geweiht. 1963 erwarb die Kuratie Wippra das Haus Fleckstraße 15 und baute es zum katholischen Gemeindehaus aus. Das Gemeindehaus und die Kapelle wurden wieder aufgegeben.
- Zeitz, St. Peter und Paul: Die 1894 erbaute Pfarrkirche wurde aufgegeben, nachdem der Zeitzer Dom seit 1998 dauerhaft als katholische Pfarrkirche von Zeitz genutzt wird.
- Zöschen, Maria von den Engeln, April 1953 geweiht, aufgegeben

## Dekanat Stendal

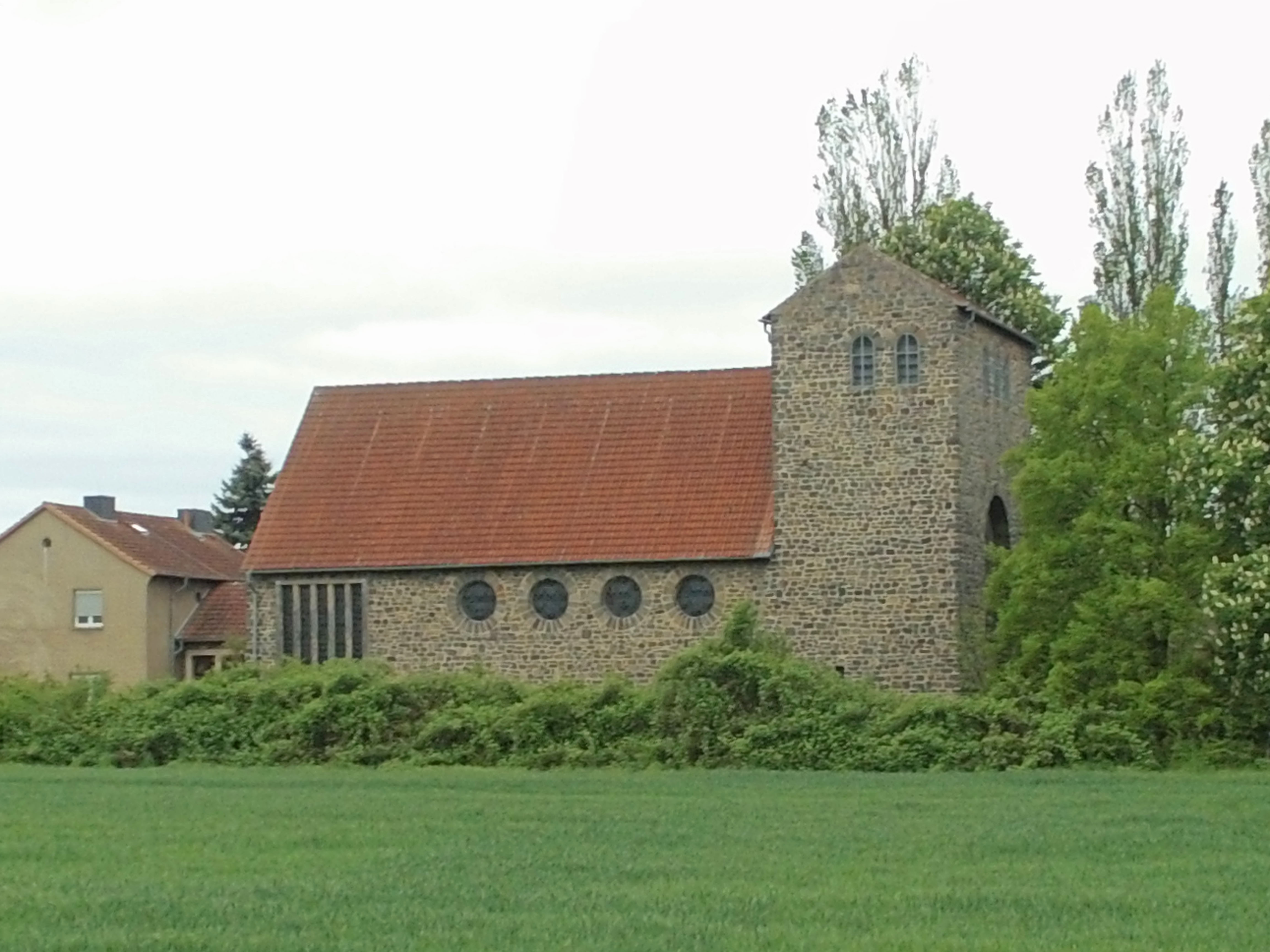
Hl.-Kreuz-Kirche in Bismark (2015)

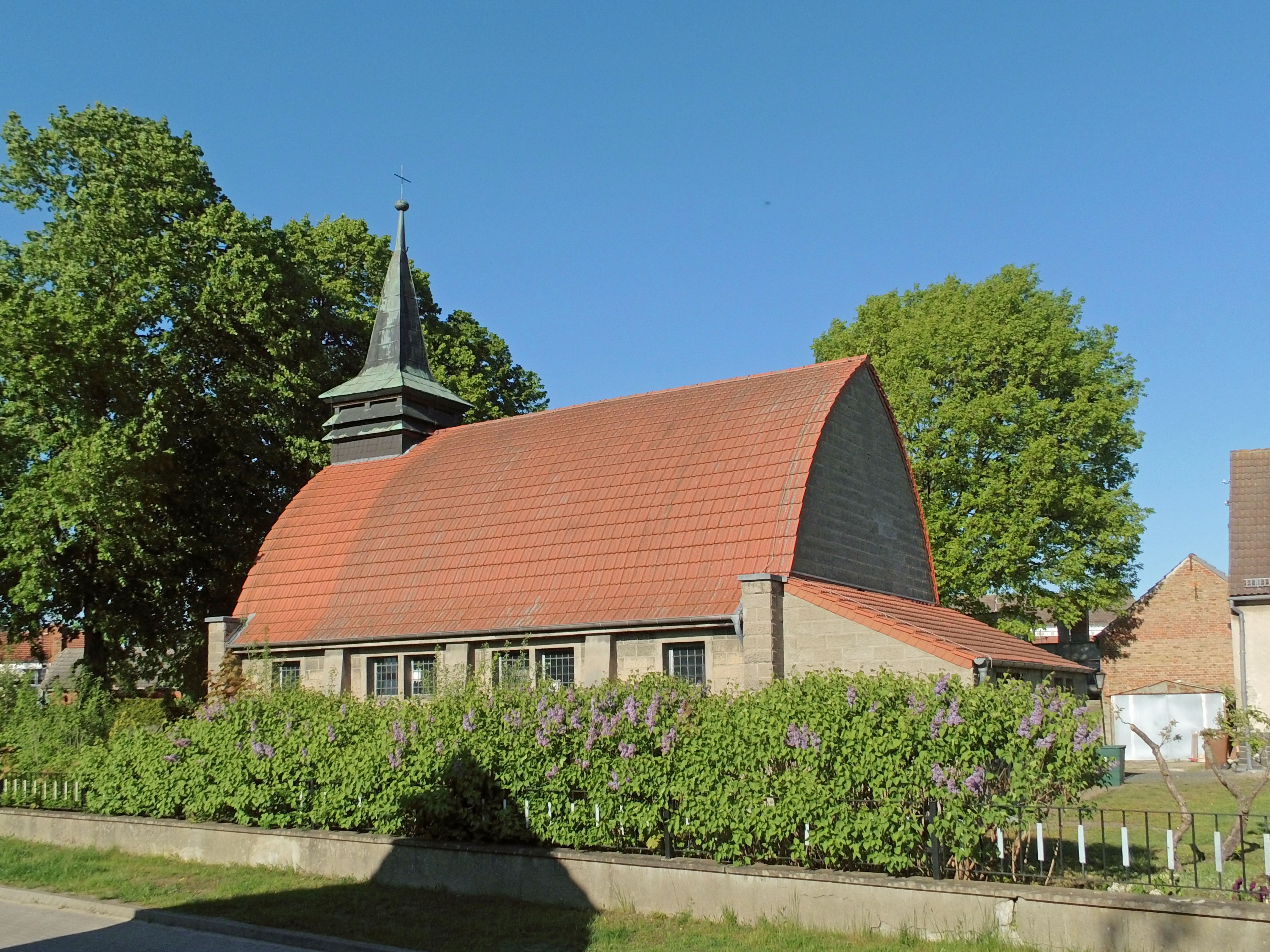
Ehemalige St.-Bernhard-Kirche in Goldbeck

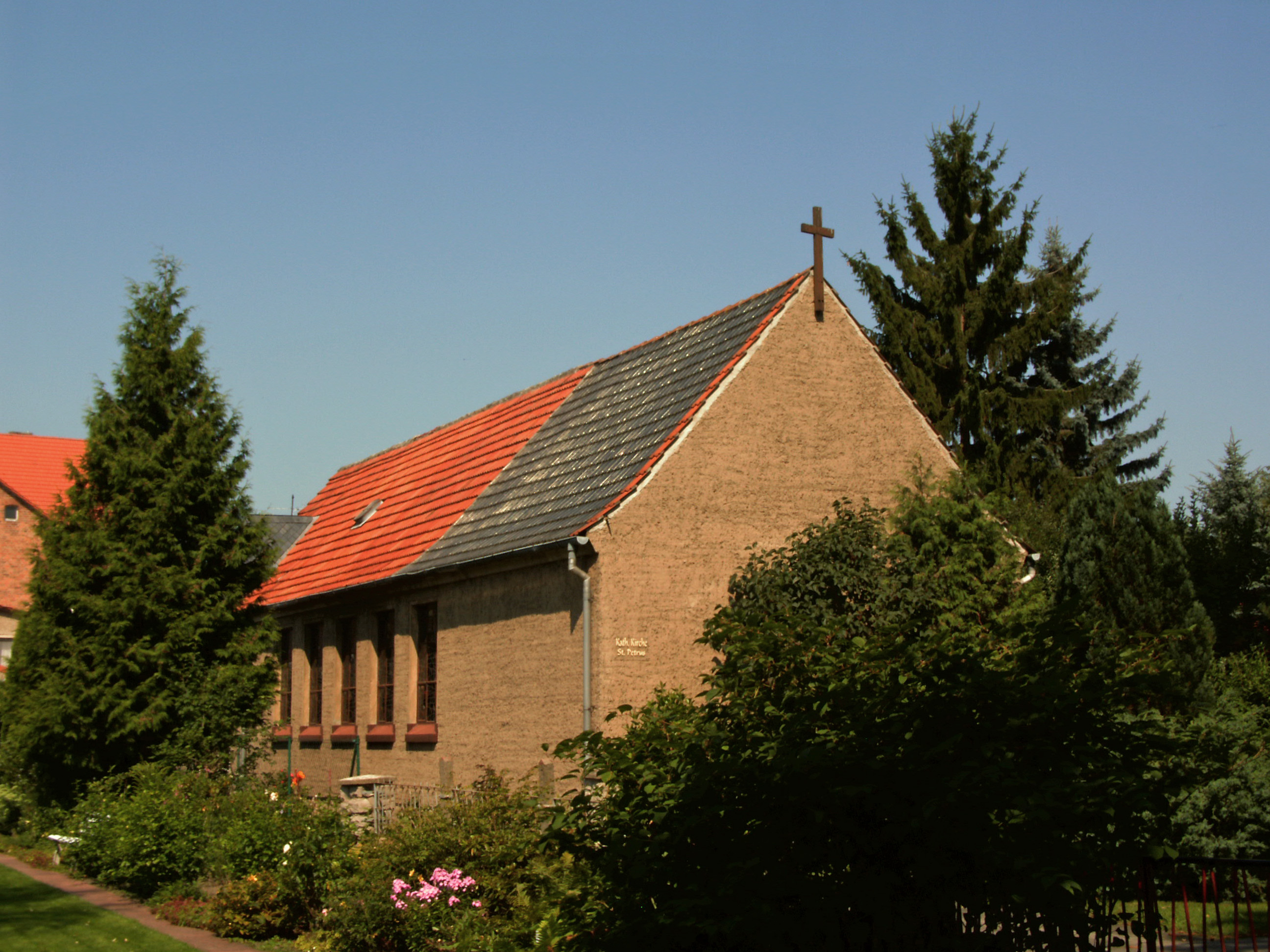
St.-Petrus-Kirche in Kalbe (2008)

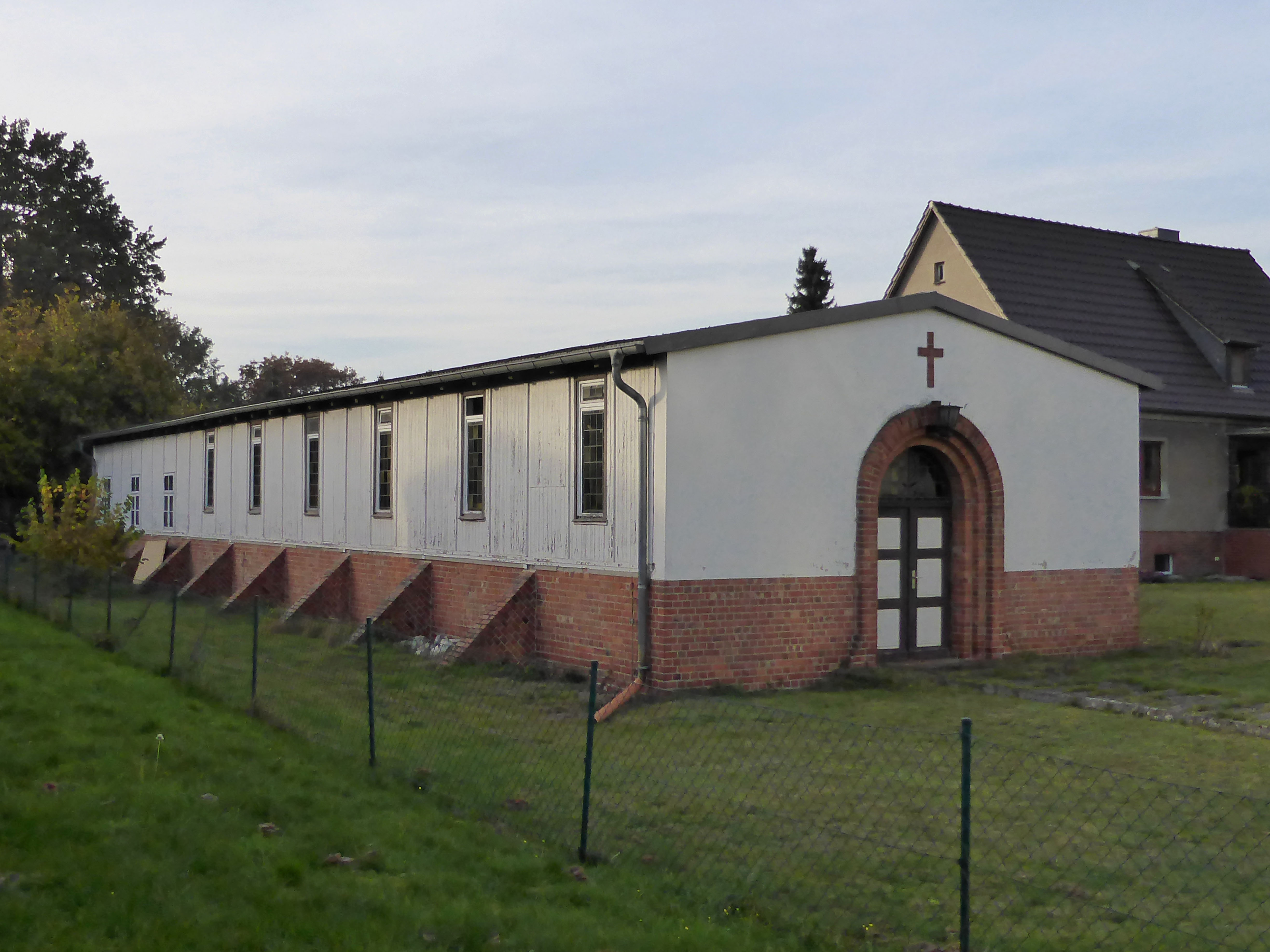
Ehemalige Maria-Rosenkranzkönigin-Kirche in Klietz

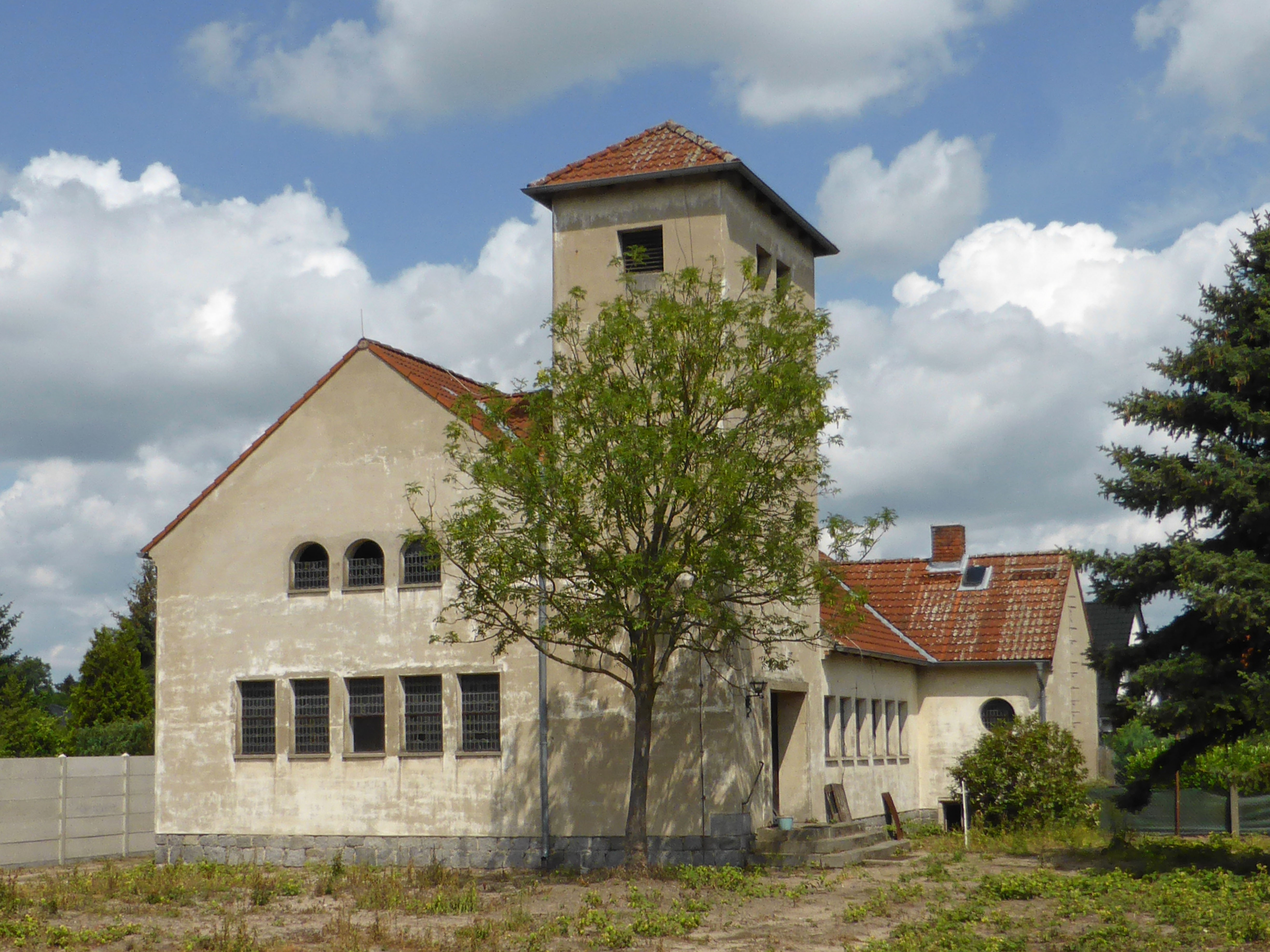
Ehemalige St.-Michael-Kirche in Schönhausen

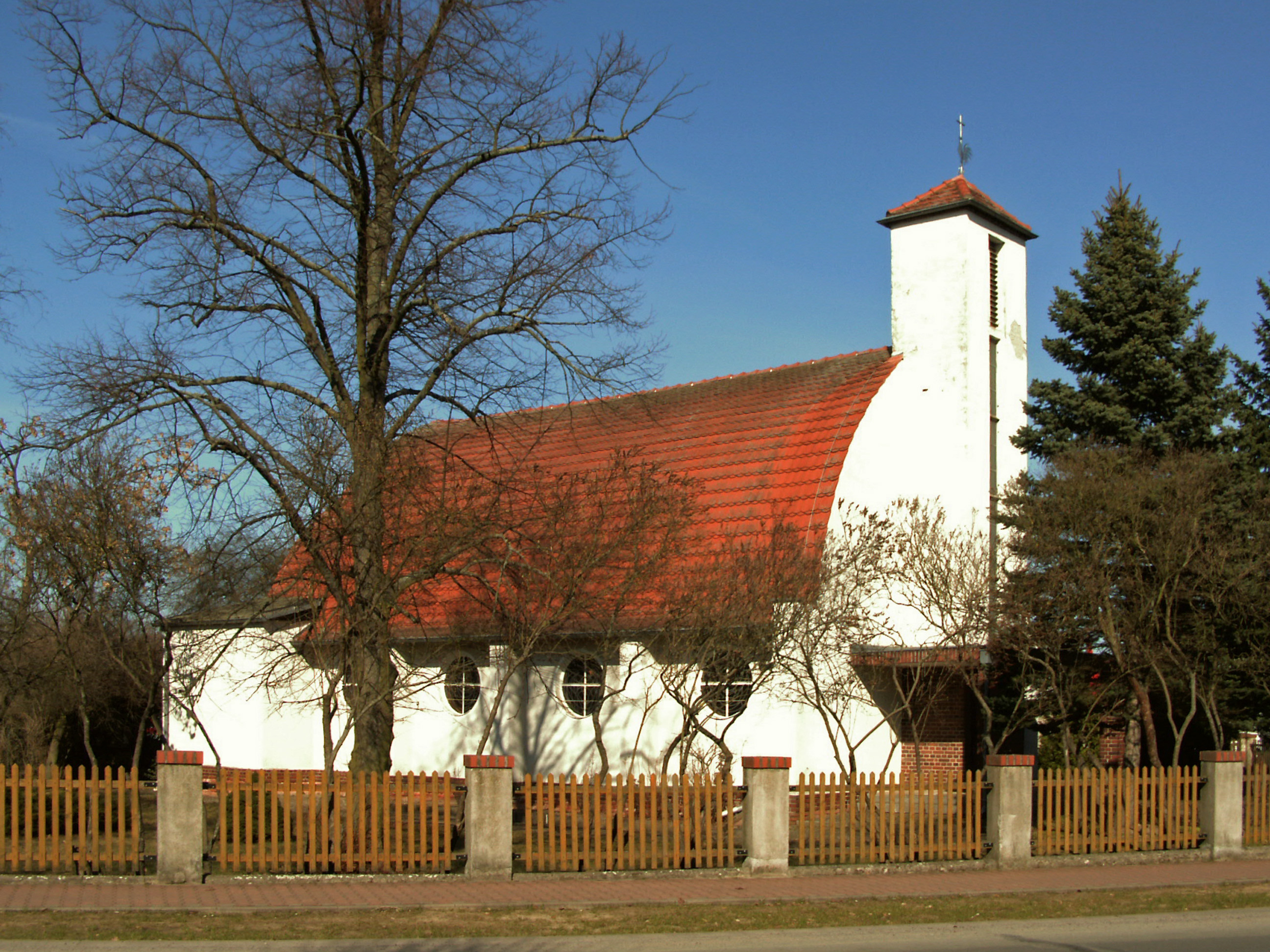
St.-Elisabeth-Kirche in Tangerhütte (2011)

- Apenburg, Kapelle, 21. April 1957 geweiht, profaniert
- Arneburg, Kapelle: 1958 errichtet, 1959 eingeweiht, inzwischen aufgegeben.
- Bismark (Altmark), Heilig Kreuz: Ab 1954 wurde an der Bahnhofstraße die Kirche erbaut, am 27. Mai 1956 erfolgte ihre Weihe. Zuletzt gehörte sie zur Pfarrei St. Anna (Stendal). Am 25. Dezember 2014 fand der letzte Gottesdienst statt, nach der Profanierung wurde die unter Denkmalschutz stehende Kirche verkauft. Das Kirchengebäude wird heute profan genutzt.
- Dähre, St. Antonius von Padua: 1947 erbaut. Die an der Friedensstraße gelegene Kirche gehörte zuletzt zur Pfarrei St. Laurentius in Salzwedel. Am 23. Mai 2015 fand der letzte Gottesdienst statt, am 31. Mai 2015 folgte ihre Profanierung. Die Kirche wurde verkauft und wird heute profan genutzt.
- Eschenrode, Kapelle: In der Nachkriegszeit wurde unweit der evangelischen Kirche eine ehemalige Schmiede zu einer Kapelle umgebaut, die auch Wallfahrtskapelle der Schönstattbewegung war. 1992 wurde die Kapelle wieder aufgegeben.
- Everingen, Kapelle: 1967 wurde in der alten Schule, gleich neben der evangelischen Kirche, eine Kapelle eingerichtet. 1980 wurde die Kapelle wieder aufgegeben.
- Ferchland, Kapelle: Am 8. Dezember 1957 wurde im Saal einer Gaststätte an der Hauptstraße / Ecke Elbstraße eine Kapelle geweiht, die am 29. Dezember 1991 wieder aufgegeben wurde.[53]
- Giesenslage, Mariä Unbefleckte Empfängnis: 1928 wurde an der Dorfstraße in einer ehemaligen Molkerei, die in Konkurs gegangen war und von der katholischen Kirche für die in der Wische wohnenden Katholiken gekauft worden war, die Kirche eingerichtet. Am 26. April 2007 wurde sie wieder profaniert, das Gebäude wurde wieder verkauft.
- Goldbeck, St. Bernhard: Am 20. Oktober 1929 wurde die Kirche geweiht und 2013 profaniert. Sie befand sich an der Clara-Zetkin-Straße und gehörte zuletzt zur Pfarrei St. Anna in Stendal. Das Gebäude wurde verkauft.
- Güsen, Kapelle: 1963 wurde an der Jägerstraße eine Kapelle erbaut, die am 25. März 1988 wieder aufgegeben wurde.[53]
- Hörsingen, Emmauskapelle: 1967 erfolgte der Umbau einer ehemaligen Schmiede zu einer Kapelle. Am 12. Mai 1968 wurde sie geweiht und 1992 wieder aufgegeben, die Nachnutzung erfolgt profan.
- Ivenrode, Kapelle: 1960 wurde die in einem Stall eingerichtete Kapelle geweiht, 1990 wurde sie wieder aufgegeben.
- Jerichow, Kapelle: Am 8. Dezember 1964[53] oder im Jahre 1968 wurde eine Kapelle eingeweiht, die an der Karl-Liebknecht-Straße lag und am 6. September 2006 wieder profaniert wurde.
- Kalbe, St. Petrus: Die am 22. Dezember 1963 geweihte Kirche wurde am 14. September 2024 profaniert, das Grundstück mit der Kirche wurde an privat verkauft.
- Kirchmöser, Heilig Geist: Eine 1917 erbaute Steinbaracke wurde zunächst für evangelische und katholische Gottesdienste genutzt, bis sich 1928/29 die evangelische Kirchengemeinde eine eigene Kirche baute. Danach folgte die Nutzung als katholische Kirche, bis auch die 1948 gegründete katholische Pfarrvikarie 1997/98 einen Kirchenneubau bekam. Am 12. Oktober 1997 fand in der alten Kirchenbaracke der letzte Gottesdienst statt, die Kirche wurde profaniert und das Gebäude dem Eigentümer, der Deutschen Bahn AG, zurückgegeben.[54]
- Kläden, Kapelle: 1961 erfolgte in einem Gebäude an der Dorfstraße die Einrichtung einer Kapelle. 1989 fiel durch einen Sturm ein Baum auf die Kapelle und beschädigte ihr Dach, woraufhin die Kapelle aufgegeben und dieser Teil des Gebäudes zu Wohnraum umgebaut wurde.
- Klietz, Maria Rosenkranzkönigin: 1950 wurde die Kuratie Klietz gegründet. 1952 begann der Bau der Kirche, die am 15. August 1953 geweiht wurde. 2010 wurde die an der Ringstraße gelegene Kirche profaniert und verkauft.
- Loburg, Maria Unbefleckte Empfängnis: 1909 erbaut, am 12. Dezember 1909 gesegnet. Am 29. Dezember 2018 wurde die Kirche im letzten Gottesdienst profaniert, das unter Denkmalschutz stehende Gebäude an der Bahnhofstraße wurde verkauft.
- Lüderitz, St. Peter und Paul: Im Gebäudekomplex einer Brauerei an der Straße der Freundschaft, deren Besitzer katholisch war, wurde 1951 eine Kapelle eingerichtet, die am 1. Januar 1982 wieder aufgegeben wurde.
- Meßdorf, Hl. Maria von der Verkündigung: 1950 wurde in Meßdorf eine Kuratie eingerichtet und in einem Raum einer Gaststätte eine Kirche eingerichtet, die am 24./25. März 1950 geweiht wurde. 2009 wurde sie wieder profaniert und verkauft.
- Möser, Maria Hilfe der Christen: 1947 wurde die Kuratie Möser gegründet und eine Barackenkapelle eingerichtet. 1974 wurde sie durch einen Neubau an der August-Bebel-Straße ersetzt, der am 15. März 2012 profaniert und später abgerissen wurde.
- Parey, Kapelle: Im Frühjahr 1970 wurde an der Hauptstraße eine katholische Kapelle eingeweiht, die am 31. Oktober 2010 wieder profaniert[53] und inzwischen abgerissen wurde.
- Schönhausen, St. Michael: Ab 1956 wurde an der Trübenstraße die Kirche erbaut, am 26. September 1959 erfolgte ihre Weihe. Um 1994 fand die letzte Hl. Messe statt, am 1. Juli 2004 erfolgte ihre Profanierung, und 2007 wurde sie verkauft. Sie gehörte zuletzt zur Pfarrei St. Elisabeth in Tangermünde.[55]
- Seehausen (Altmark), St. Johannes Baptist: geweiht am 5. Juni 1938 und profaniert am 28. Februar 2025, Verkauf mit möglicher Weiternutzung als Gottesdienstort vorgesehen
- Steckelsdorf, St. Josef: Die im Wohnplatz Steckelsdorf-Ausbau stehende Kirche wurde am 22. September 1962 geweiht und am 7. Dezember 2024 profaniert, ihr Verkauf ist geplant.
- Tangerhütte, St. Elisabeth: 1931 wurde die Kirche erbaut, am 13. Dezember 1931 erfolgte ihre Konsekration. Am 16. November 2019 fand in der inzwischen unter Denkmalschutz stehenden Kirche der letzte Gottesdienst und ihre Profanierung statt. Die Kirche steht an der Ecke Schönwalder Chaussee / Werner-Seelenbinder-Ring und wurde an einen Künstler verkauft.
- Tucheim, Kapelle: Die 1948 in Gladau gegründete Kuratie wurde 1953 nach Tucheim verlegt, wo an der Schulstraße in einem angemieteten Nebengebäude eine Kapelle eingerichtet wurde. Die Kapelle gehörte zuletzt zur Pfarrei Genthin und wurde am 31. Dezember 2011 profaniert, das Gebäude wird seitdem wieder profan genutzt.
- Uthmöden, Kapelle: 1962 wurde in einem Gebäude an der Kleegartenstraße eine Kapelle eingeweiht, die vor 2010 wieder profaniert wurde. Sie gehörte stets zur Pfarrei Haldensleben I (St. Liborius).
- Walbeck, Kapelle: 1951 wurde eine im Dachboden eines Stalles eingerichtete Kapelle eingeweiht. 1985 wurde diese an der Bergstraße befindliche Kapelle aufgegeben und inzwischen abgetragen.

## Dekanat Torgau

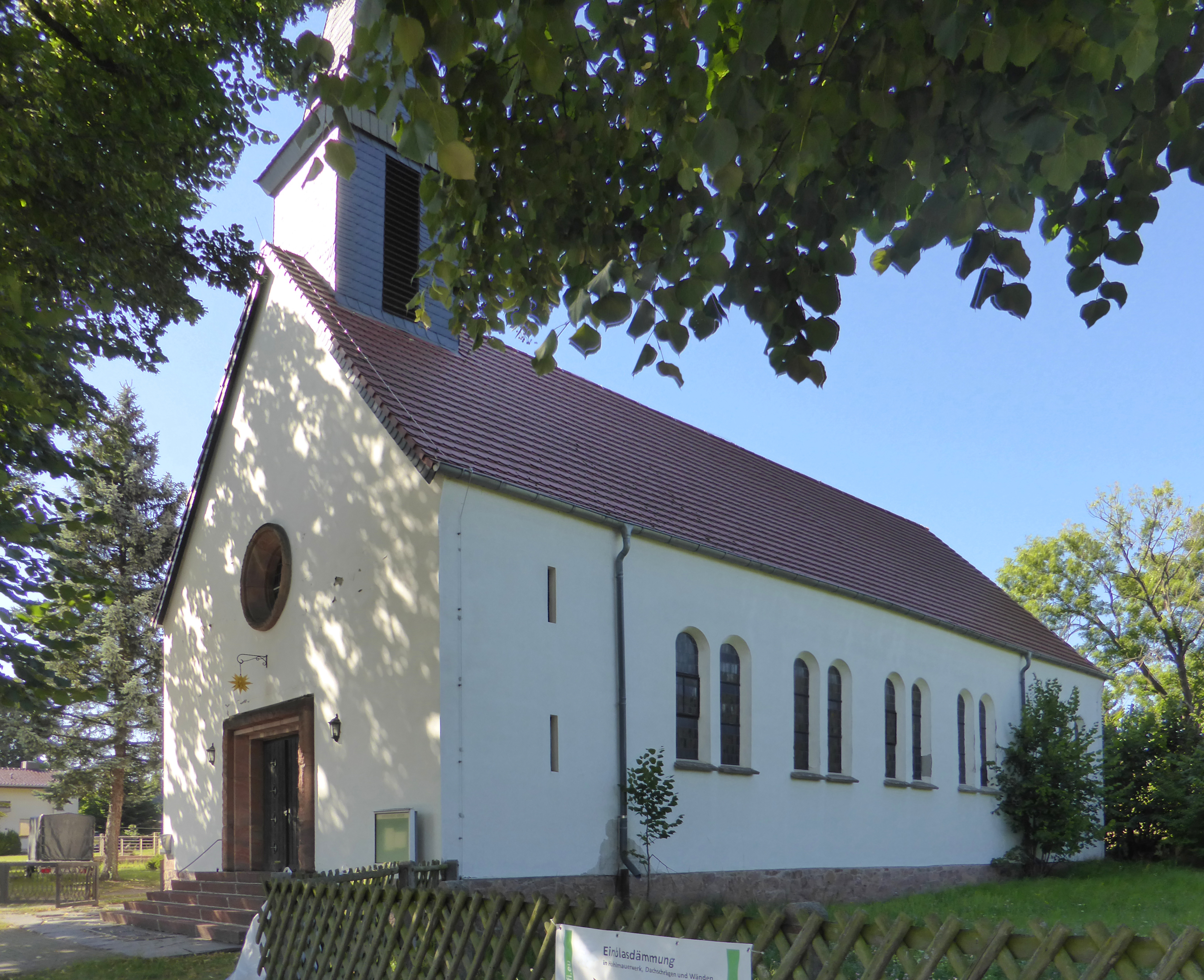
Ehemalige St.-Matthias-Kirche in Hohenleipisch (2025)

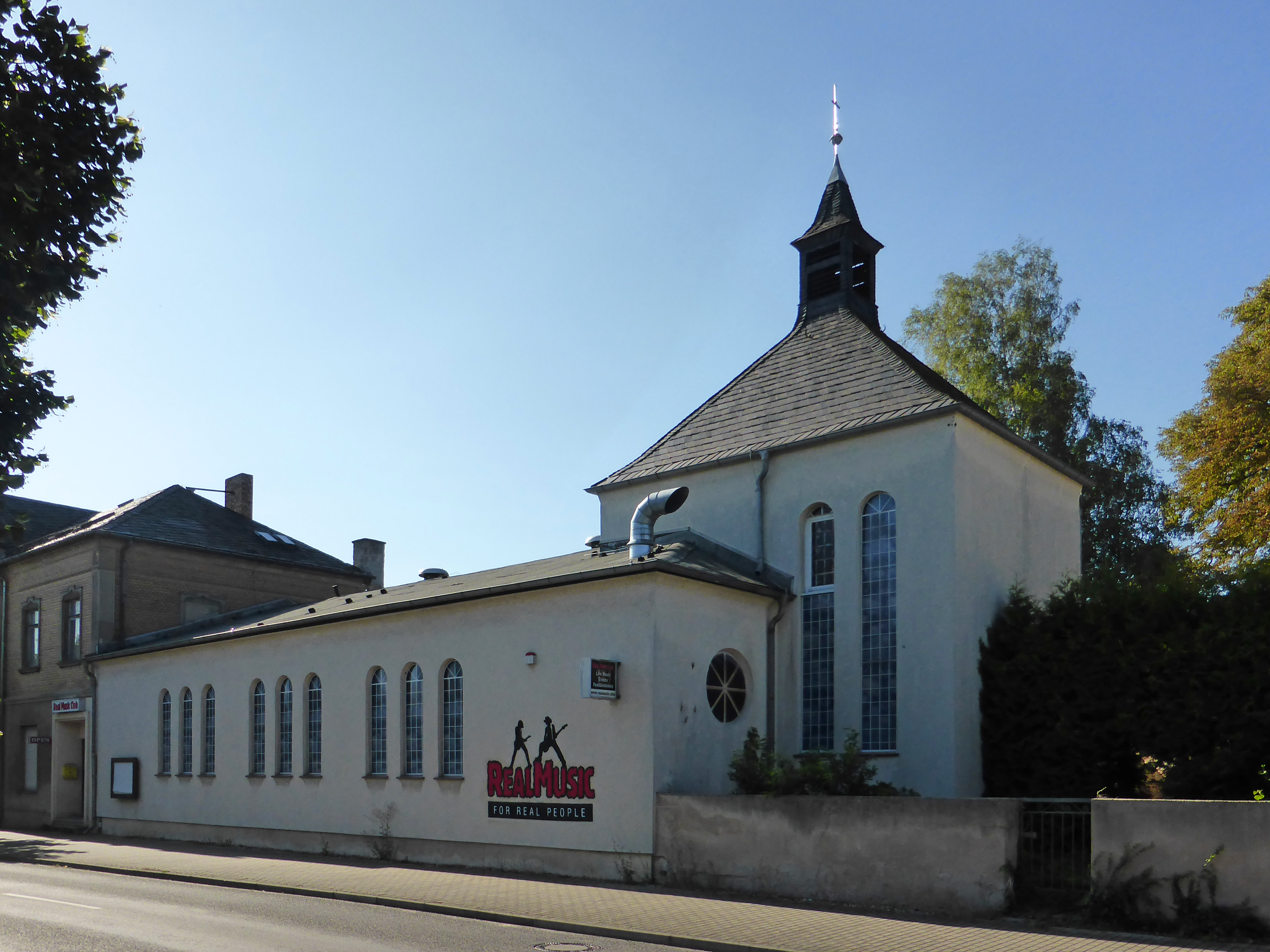
Ehemalige Regina-Pacis-Kirche in Lauchhammer-Ost (2025)

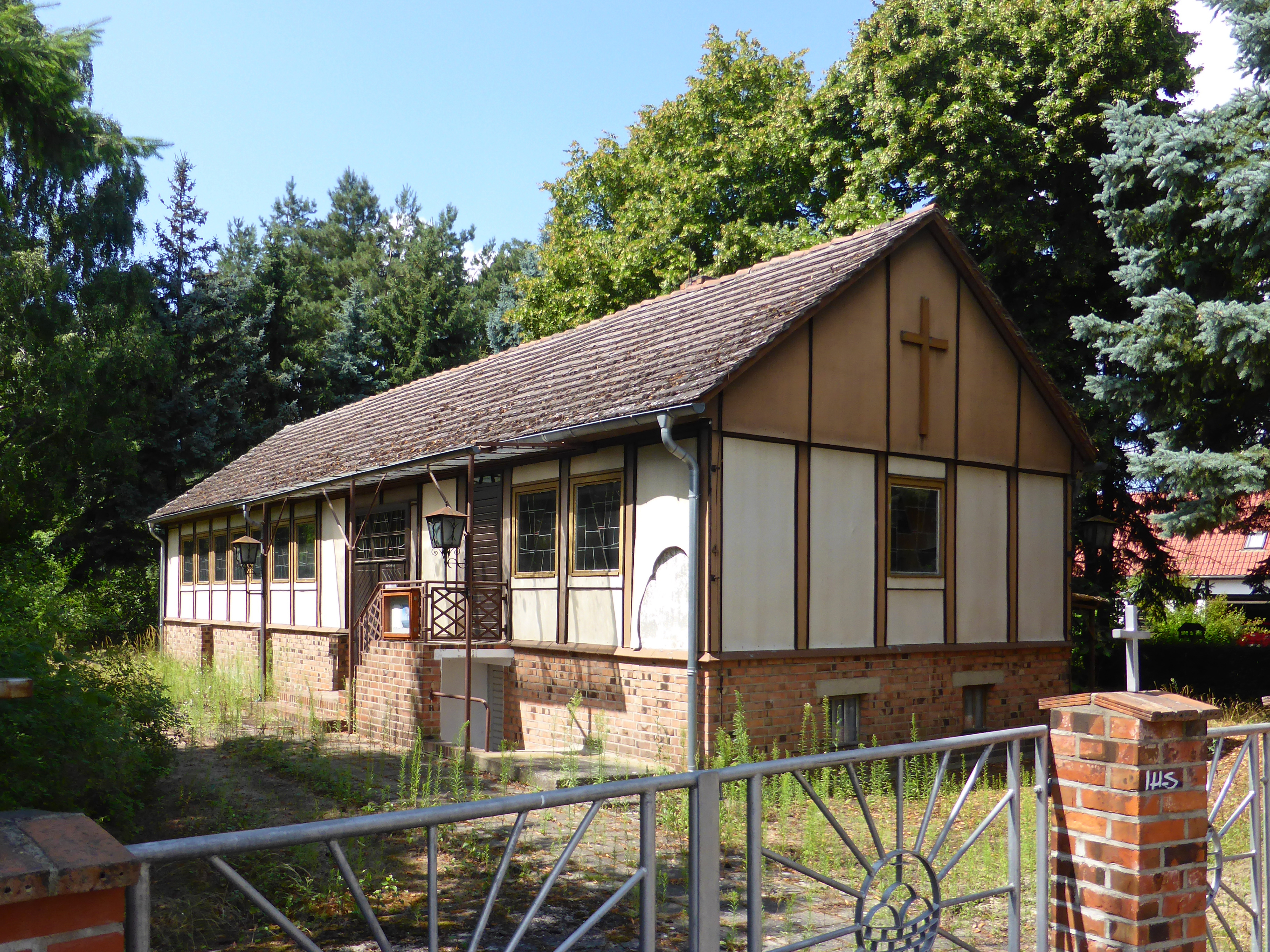
Ehemalige St.-Peter-und-Paul-Kirche in Uebigau (2025)

- Belgern, St. Joseph: 1951 wurde die am Marktplatz gelegene Gaststätte Zeidler gepachtet und ein Zimmer zu einer Kapelle umgebaut, die am 30. März 1952 geweiht wurde. Am 18. März 2014 wurde sie wieder profaniert.
- Hohenleipisch, St. Matthias: Nachdem die Vorgängerkirche 1953 abgebrannt war, begann 1955 der Bau der St.-Matthias-Kirche, die am 21. Dezember 1958 geweiht wurde. Per Dekret vom 8. März 2017 wurde sie mit letztem Gottesdienst am 16. Juli 2017 profaniert und 2020 an privat verkauft.
- Lauchhammer-Ost, Regina Pacis: 1952/53 erfolgte der Umbau des Saales der Gaststätte Glück auf zu einer Kirche, die am 13. Dezember 1953 geweiht wurde. Bis 2003 wurde die Kirche noch für Gottesdienste genutzt, 2004 erfolgte die Profanierung und 2005 der Verkauf an den Real Music e.V., welcher die an der Wilhelm-Külz-Straße gelegene Kirche umbaute und für Konzerte und Veranstaltungen nutzt.[56][57]
- Lehelitz, Maria Königin, 8. Oktober 1967 geweiht, 20. September 2011 profaniert
- Rackwitz, St. Raphael: Die in einer ehemaligen Fahrradwerkstatt in der Kletzener Str. 5 eingerichtete Kapelle wurde im Frühjahr 1957 geweiht und am 29. März 2009 wieder profaniert, das Gebäude soll verkauft und zu einem Wohnhaus umgebaut werden.[58]
- Schildau, Kapelle: Sie wurde im Pfarrhaus in der Lindenstraße für Werktagsgottesdienste eingerichtet und am 7. April 1953 geweiht, die Sonntagsgottesdienste fanden in der evangelischen St.-Marien-Kirche statt. Möglicherweise wurde die Kapelle 2006 aufgegeben, da in diesem Jahr der Kuratus von Schildau in den Ruhestand trat und noch im gleichen Jahr verstarb.[59]
- Schönewalde, Kapelle: 1964 wurde das Grundstück Mittelweg  11 gepachtet, die dort eingerichtete Kapelle wurde am 18. Dezember 1966 benediziert.[60] Als der Pachtvertrag für das Grundstück 1994 auslief, wurde die Kapelle wieder geschlossen und abgerissen.
- Uebigau, St. Peter und Paul: Die am 12. August 1964 geweihte Kirche wurde per Dekret vom 23. Mai 2024 am 29. Juni 2024 profaniert. Das Grundstück mit dem Kirchengebäude wurde zum Verkauf angeboten.